# Bildstock

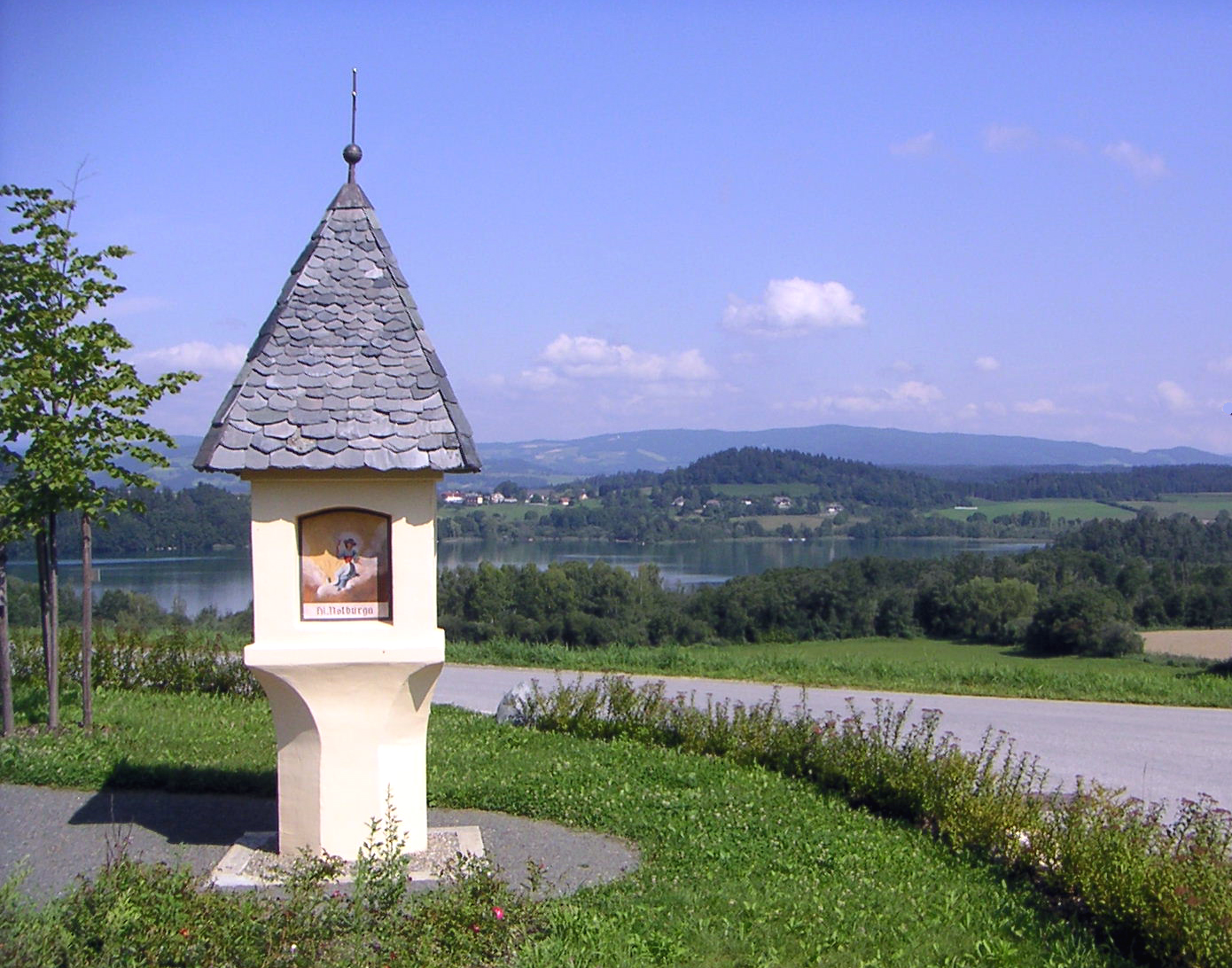
Bildstock in Sankt Georgen am Längsee (alpenländischer Typ)

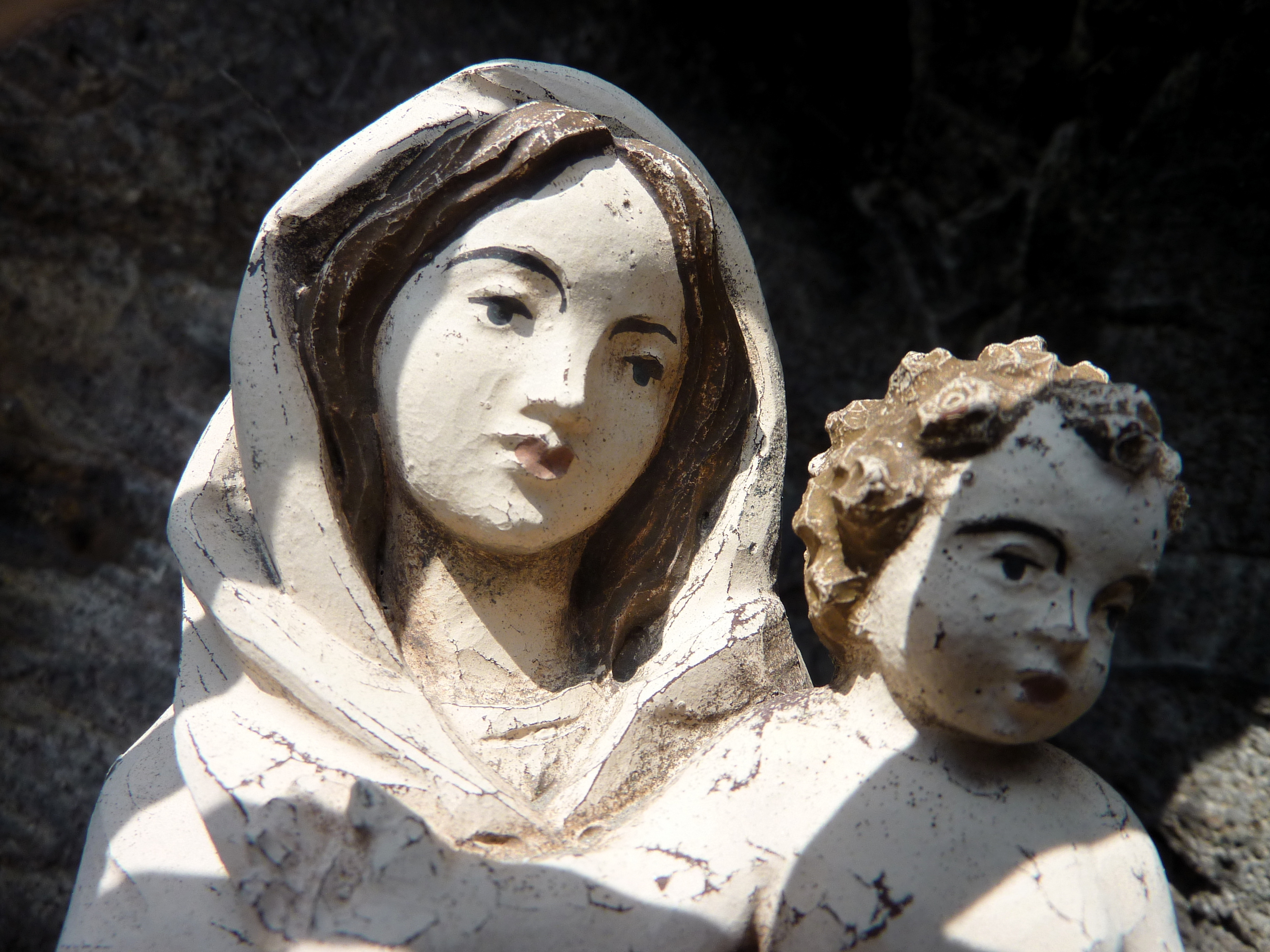
Detail einer Marienfigur mit Christuskind-Darstellung in einem Bildstock in Frankfurt am Main

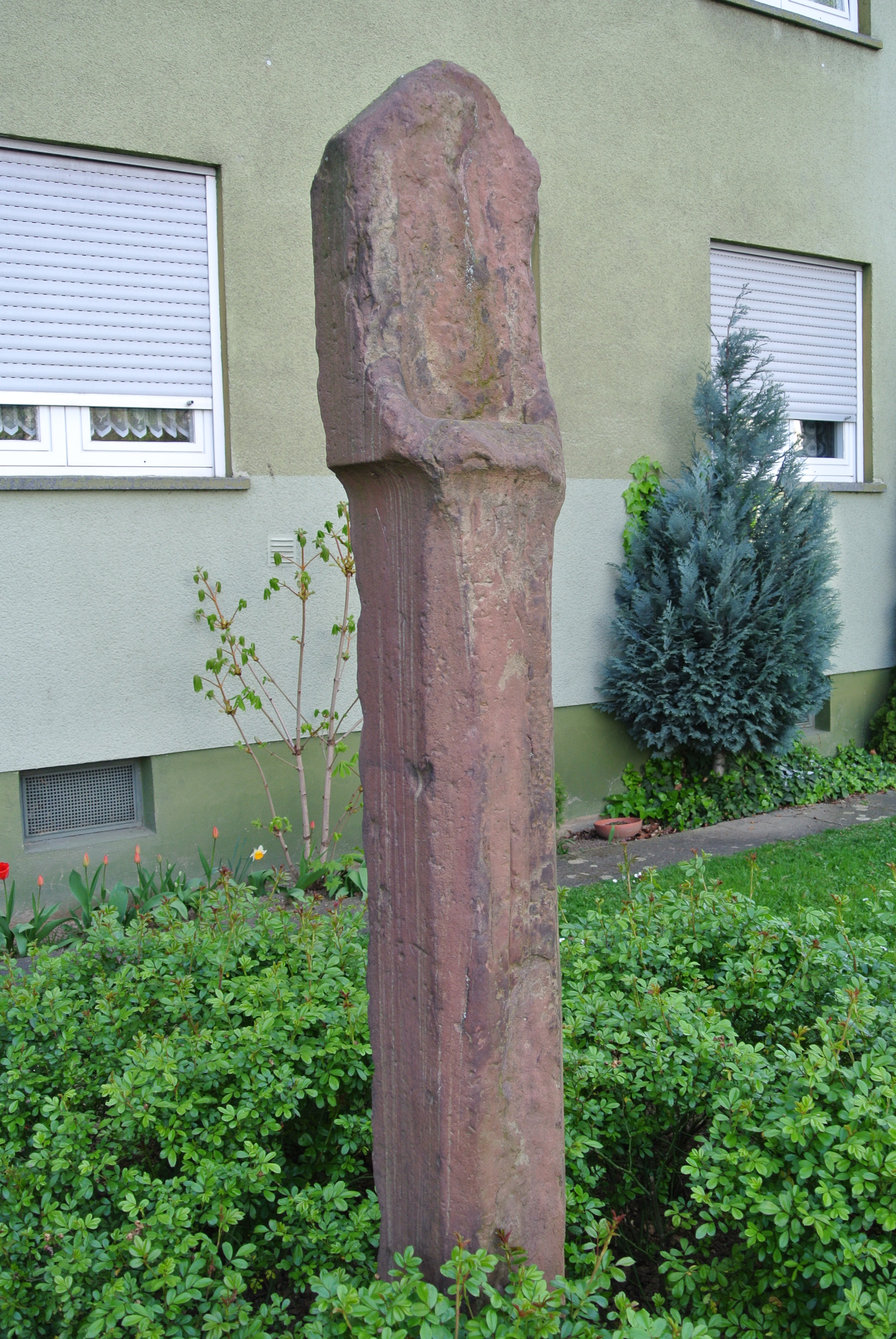
Nischenpfeiler (1516) in Frankfurt-Eckenheim

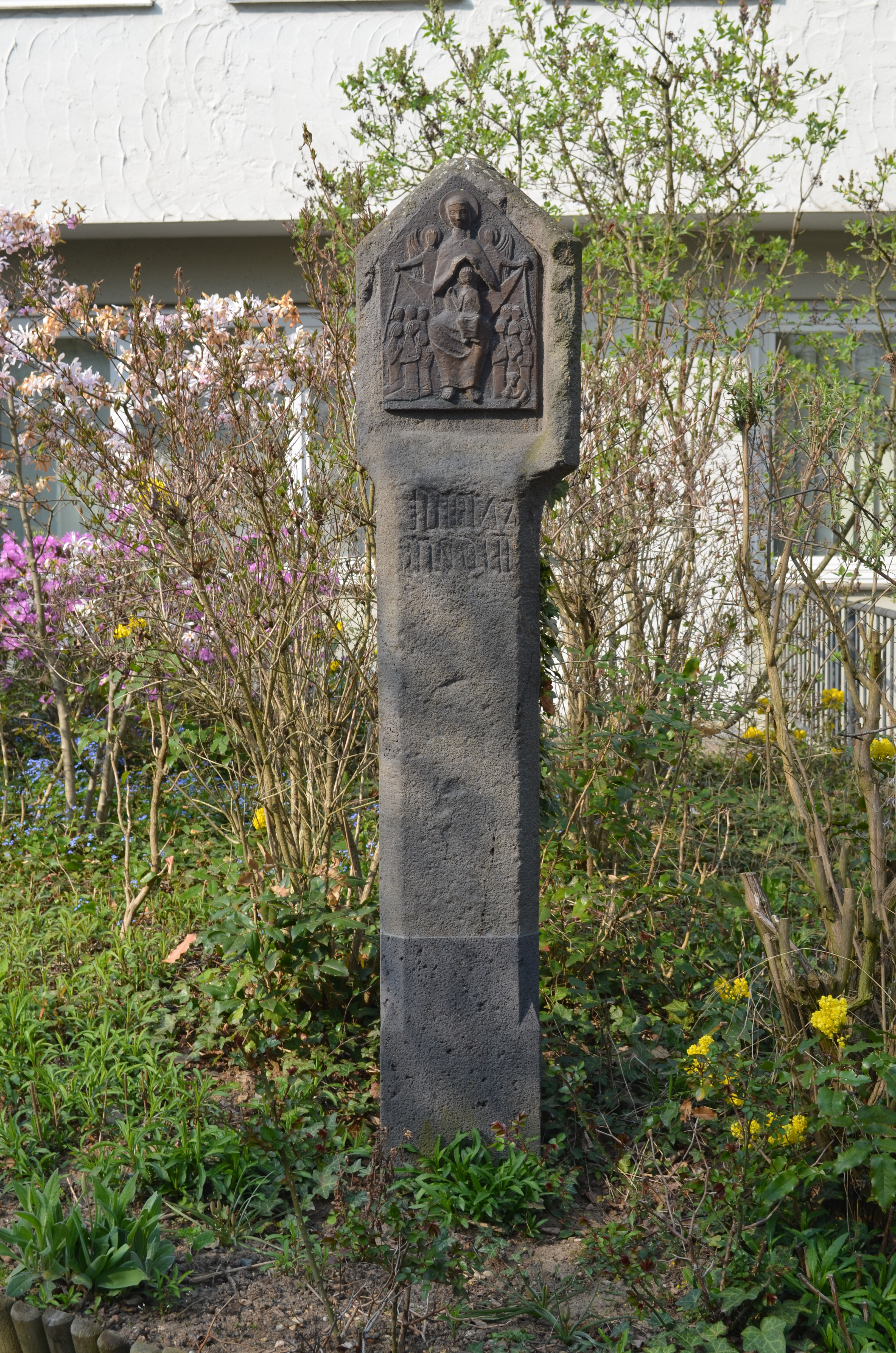
Bildstock in Frankfurt-Ginnheim

Ein Bildstock (ⓘ, von altdeutsch stock/stoc, ‚etwas in die Höhe Ragendes‘), in Hessen als Heiligenstock, in Österreich und Bayern auch als Marterl oder Marter, Materle, Materla, Wegstock oder Kreuz bezeichnet, in Südostbayern auch Pestsäule, in der Schweiz als Helgenstöckli, ist als religiöses Kleindenkmal ein meist an Wegen stehender Pfeiler aus Holz oder Stein, der ein skulpturales oder gemaltes Votiv- oder Andachtsbild (meist das Abbild eines Heiligen, eine Szene mit Heiligen oder des gekreuzigten Christus) trägt.
In den Alpenländern ist die Errichtung und Pflege von Bildstöcken und Marterln eine weitverbreitete Form der Volksfrömmigkeit. Die Motivation ist jener bei Wegkreuzen ähnlich: als Anstoß zum Gebet unterwegs, als Zeichen der Dankbarkeit für überstandene Gefahren oder Seuchen sowie zur Erinnerung an Unglücksfälle.
Bildstöcke sind aus Holz, Stein oder Mauerwerk gefertigt. Oft werden bei ihnen Blumen niedergelegt oder Kerzen entzündet. Eine andere Bezeichnung für Bildstock ist Breitpfeiler oder Betsäule.

## Abgrenzung
Bildstöcke sind im engeren Sinne Säulen oder Pfeiler, die von einem Aufsatz mit bildlichen Darstellungen (Malerei oder Relief) oder einer Figur oder Figurengruppe, in der Regel aus Stein, bekrönt werden. Der Wiener Franz Hula grenzte sie 1970 von Lichtsäulen (siehe auch: Laterne (Architektur)) ab und meinte damit Säulen oder Pfeiler ohne bildliche Darstellungen, Breitpfeiler oder Heiligenfiguren auf einem Sockel, die entweder auf Kirchfriedhöfen oder außerhalb davon stehen.
Die mittelalterliche freistehende Totenleuchte wurde zur Beleuchtung des Friedhofes im Sinne des Gedenkens an die Toten verwendet. Im Laufe der Zeit entstanden daraus nach Hula kleinere Totenleuchten, die zum Beispiel bei Pestfriedhöfen außerhalb der Ortschaften platziert wurden. Hula hatte diese kleineren Ausführungen 1948 noch als eine Art von Bildstöcken beschrieben, bevor er 1970 dafür den Begriff Lichtstock empfahl.
Im Zweifelsfall schlägt Hula vor, die Begriffe Nischen- oder Tabernakelpfeiler zu verwenden, wenn nicht klar ist, ob es sich um einen Licht- oder einen Bildstock handelt. Diese Unterscheidung wird dadurch erschwert, dass zuweilen auch Mischformen auftreten.
Während Hula Totenleuchten und Lichtstöcken eine Kollektivbedeutung zuschreibt, da das Licht für alle Begrabenen gedacht war, sind Bildstöcke gelegentlich auch Einzelpersonen gewidmet – sie sollten an einen Verunglückten oder einen unbeschadet überstandenen Unfall (Votivbild) erinnern, weshalb sie häufig an Kreuzungen von Straßen und Wegen stehen. Man findet sie auch an alten Pilgerwegen, wie der Via Sacra von Wien nach Mariazell. Bildstöcke und Flurkreuze sind meist in Landkarten (Wanderkarten) verzeichnet und bilden wichtige Orientierungspunkte. Bei Straßenverlegungen werden sie oft mit erheblichem Aufwand an den neuen Straßenverlauf verschoben.
Außer an Unglücke können Bildstöcke auch an Verbrechen erinnern, wie die Mordsäule für den Bischof Konrad von Querfurt beim Würzburger Dom, die laut Hula ein Lichtstock ist.
Hulas Werk zu Totenleuchten und Bildstöcken in Österreich aus dem Jahr 1948 wurde bisher nicht aktualisiert. Es wird jedoch inzwischen kritisiert, dass Hulas Systematik und Theorie zur Entstehung von Bildstöcken aus Totenleuchten nur für Bildstöcke im Alpenraum, besonders in Österreich, gelte und nicht auf andere Landschaften wie Franken übertragen werden kann.

## Typen

### Typen nach Hula
Hula teilte Bildstöcke 1948 nach folgender Systematik ein, in der auch die als „französischer Typ“ bezeichnete Totensäule enthalten war.
- Der Tabernakelpfeiler, der die meisten Exemplare aufzuweisen hat und den es seit dem 14. Jahrhundert gibt, besteht aus einem Sockel, auf dem ein fast immer viereckiger, oftmals abgefaster Schaft sitzt. Gotische Tabernakelpfeiler haben teilweise einen kunstvoll tordierten Schaft, auf dem meist hervorkragend der Tabernakel sitzt, der hohl und an einer oder mehreren Seiten geöffnet sein kann. Diese Tabernakel dienen zur Aufnahme von Kerzen oder Heiligenfiguren und sind oft figural verziert. Seit der Renaissance treten massive, mit Reliefdarstellungen geschmückte Tabernakel auf. Auf dem Tabernakel sitzt der Helm, der verschiedene Formen (Pyramide, Sattelhelm, Zwiebelhelm) annehmen kann und dessen Form je nach Zeitgeist vom Kirchturmbau übernommen wurde. Bekrönt wird der Helm von einem Kreuz, das ursprünglich meist aus Stein war, seltener aus Metall.
- Tirol und Kärnten haben einen abweichenden Tabernakelpfeilertyp entwickelt, der als alpenländischer Typ bezeichnet wird. Es sind etwas massige, gedrungene Tabernakelpfeiler mit einem sehr hohen und großen Spitzdach aus Stroh, Ziegeln oder Schindeln. Figurale Darstellungen kommen nicht vor, dafür Malereien, was auf italienische Einflüsse zurückzuführen sein dürfte.
- In der Renaissance trat der gemauerte  Breitpfeiler auf, der auf der Vorderseite zur Aufnahme von Heiligenfiguren oder Bildern vorgesehen ist. Die breiteren Pfeiler haben zuweilen die Form einer kleinen Kapelle. Breitpfeiler treten vor allem in der Wachau auf.
- Der figurale Bildstock tritt vor allem seit der Zeit des Barock in Erscheinung. Sockel und Schaft wurden vom Tabernakelbildstock übernommen, der Tabernakel wurde aber durch Freiplastiken von Heiligen ersetzt. Später wurden die Schäfte als barock verzierte Säulen ausgeführt oder die größeren Plastiken direkt auf einen niedrigen Sockel gestellt. Sonderformen sind die barocken Pestsäulen und Mariensäulen. Verwendete Figuren waren Christus, Maria, die heilige Dreifaltigkeit, der heilige Nepomuk oder diverse Schutzpatrone. In Franken und in der benachbarten Rhön taucht der kreuztragende Christus, der sogenannte Kreuzschlepper, auf.

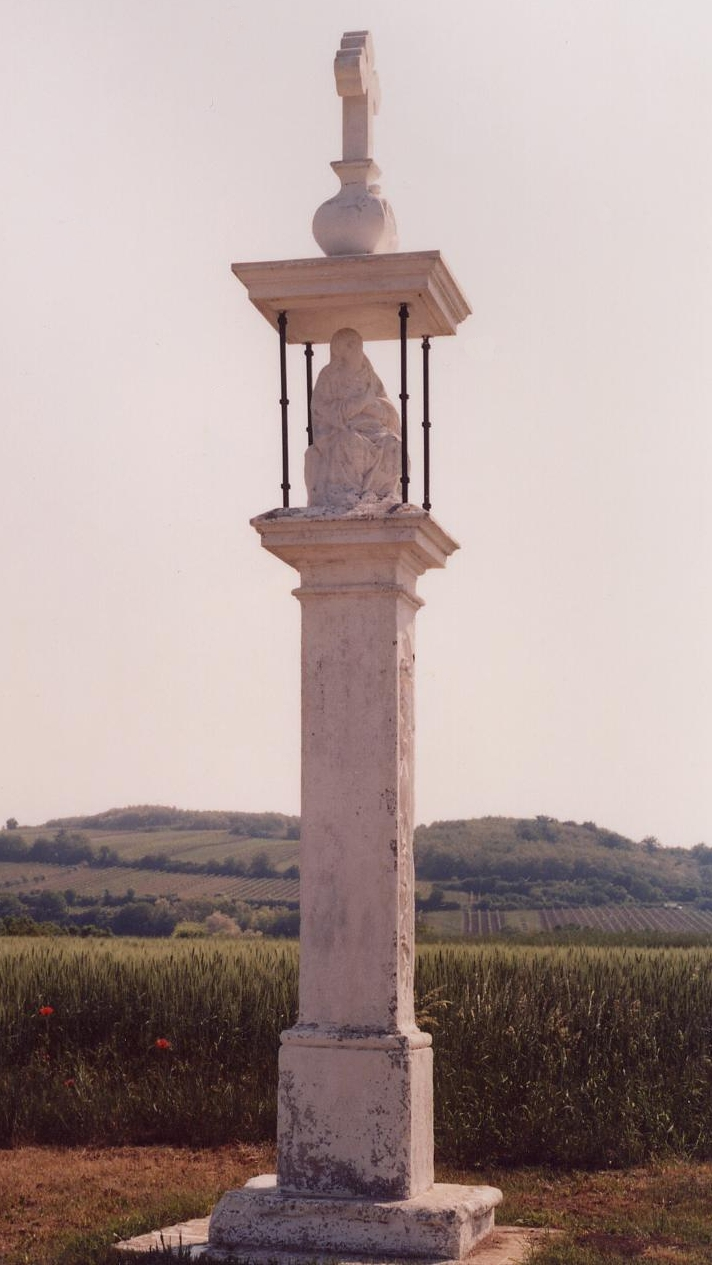
Tabernakelpfeiler in Pulkau, Niederösterreich
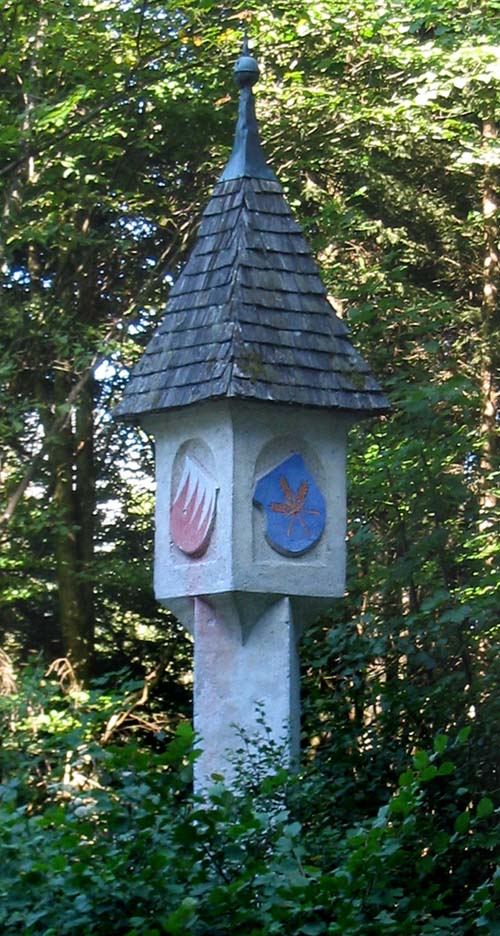
Alpenländische Freiungssäule, auch Weißmarter, in St. Georgenberg, Tirol
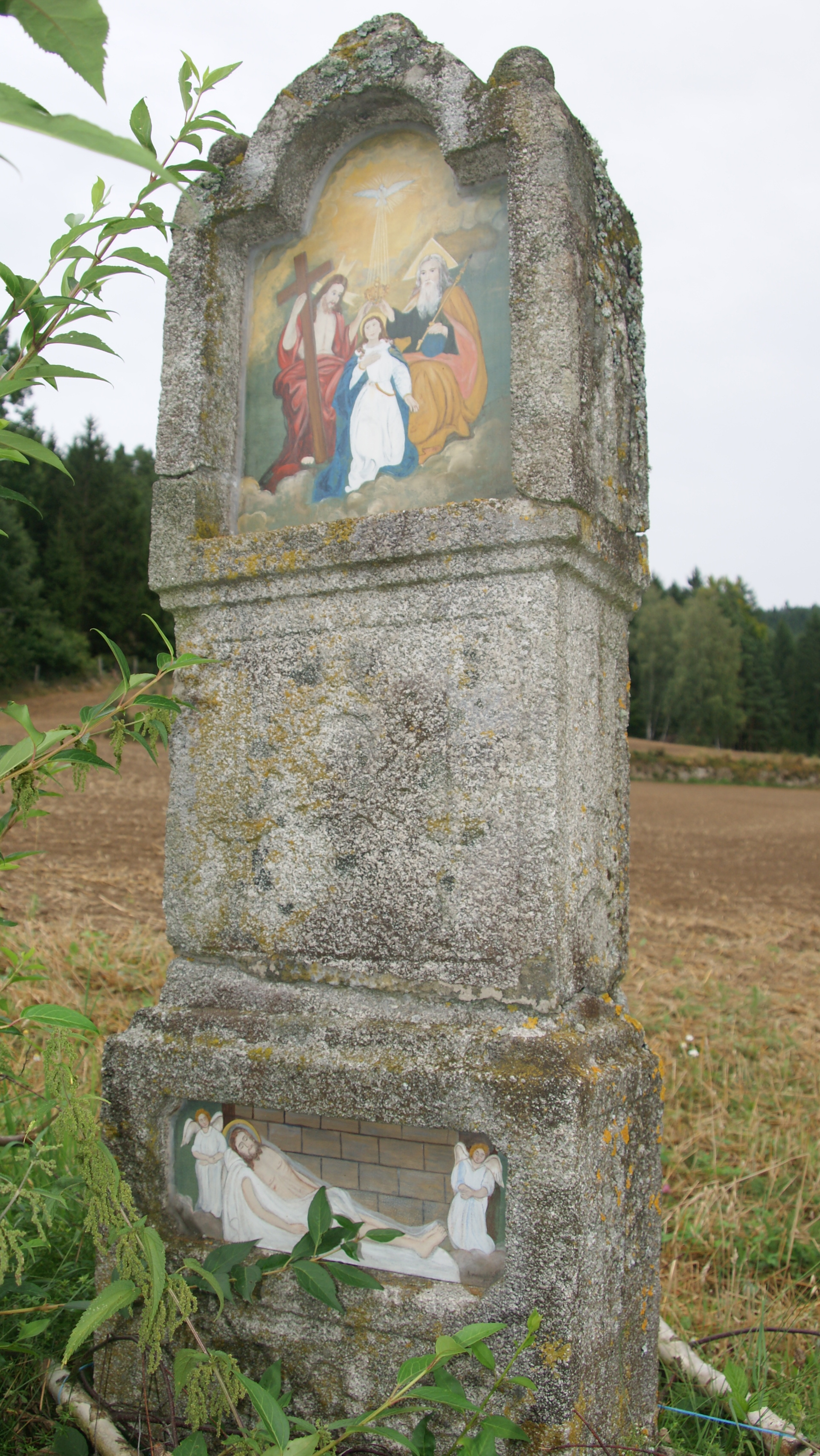
Breitpfeiler in Lasberg, Oberösterreich
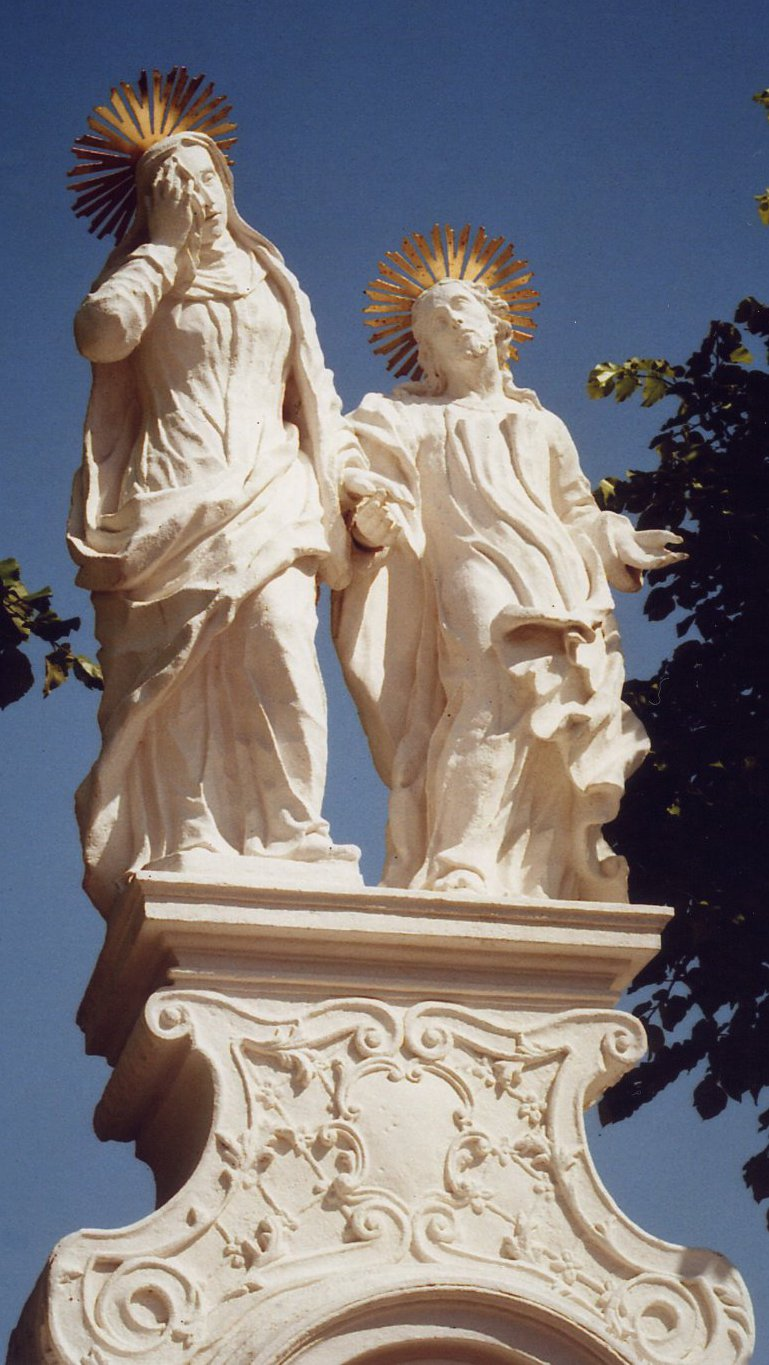
Figuraler Bildstock mit barocker Urlaubergruppe in Ernstbrunn, Niederösterreich
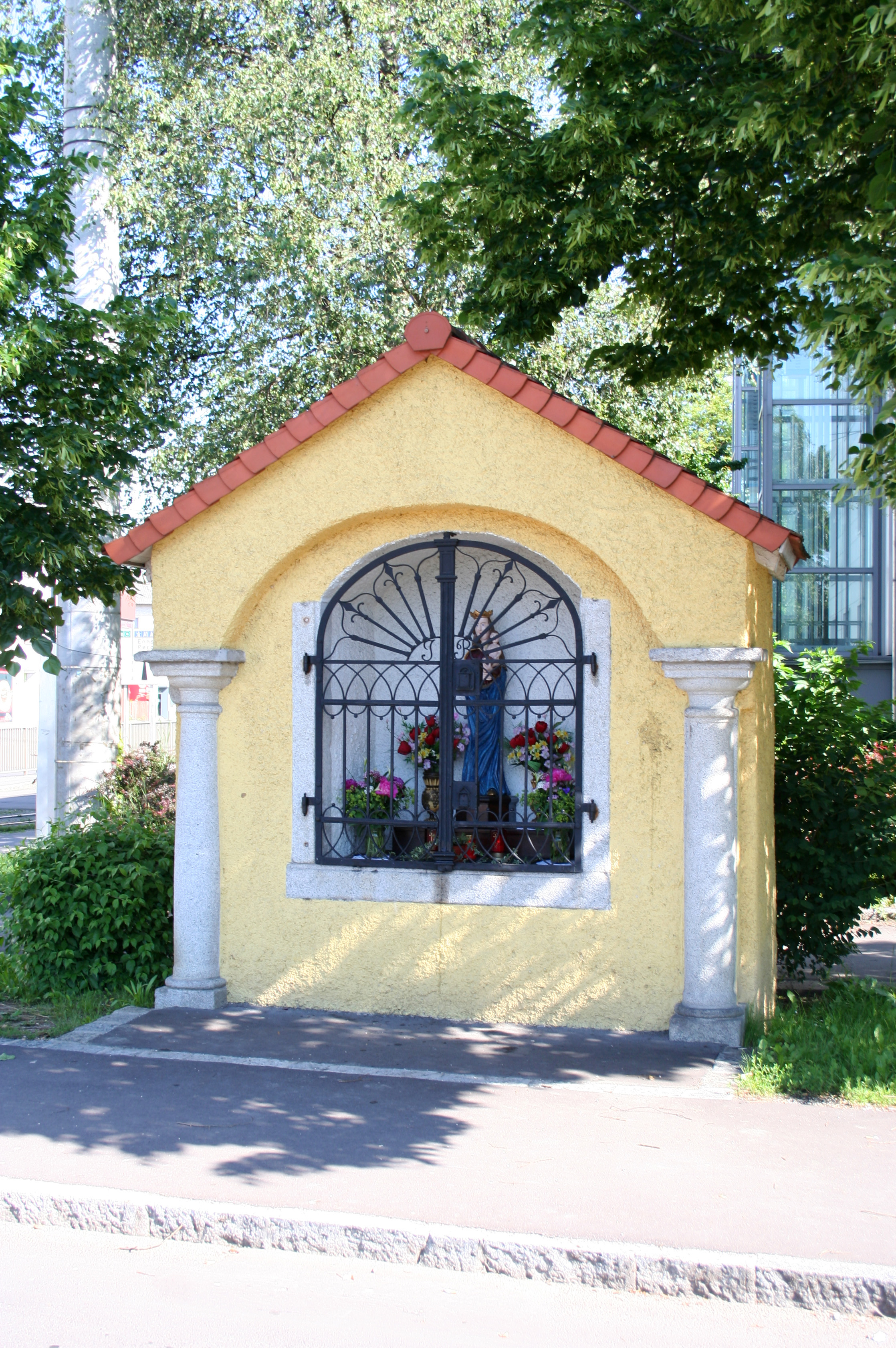
Breitpfeiler in Kleinmünchen
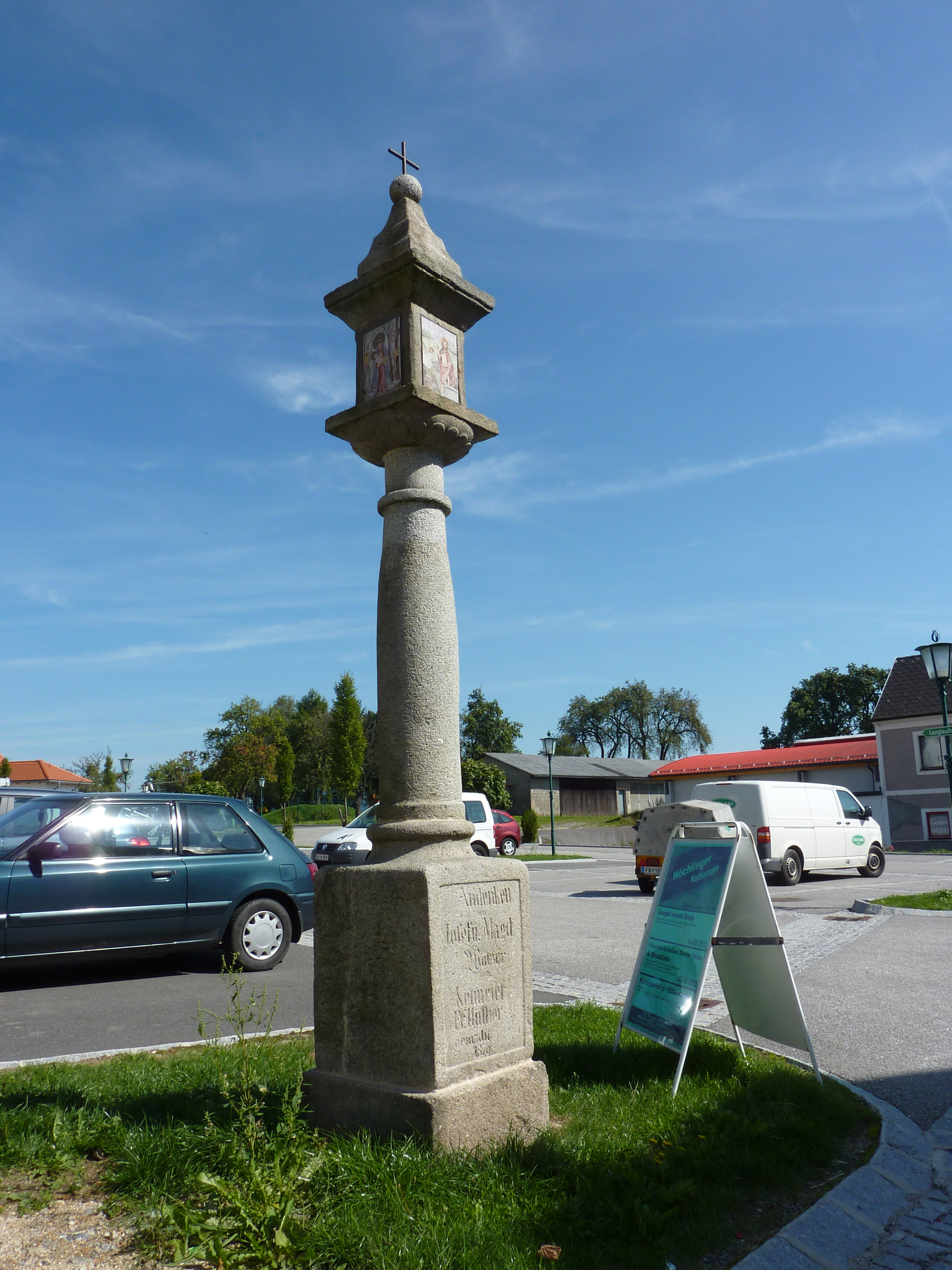
Tabernakelbildstock in Nöchling, Niederösterreich
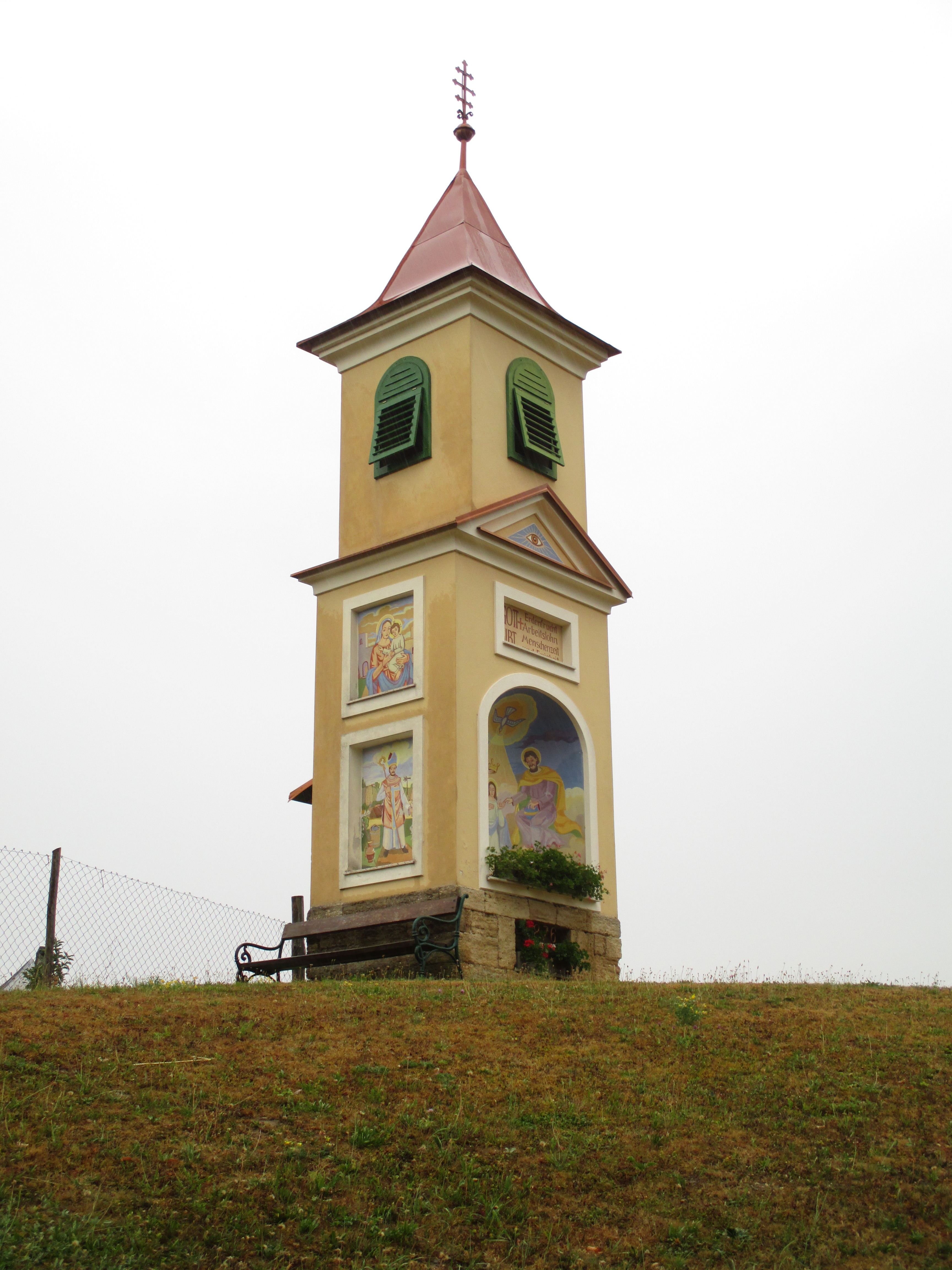
Etagenbildstock in Gruisla, Südoststeiermark
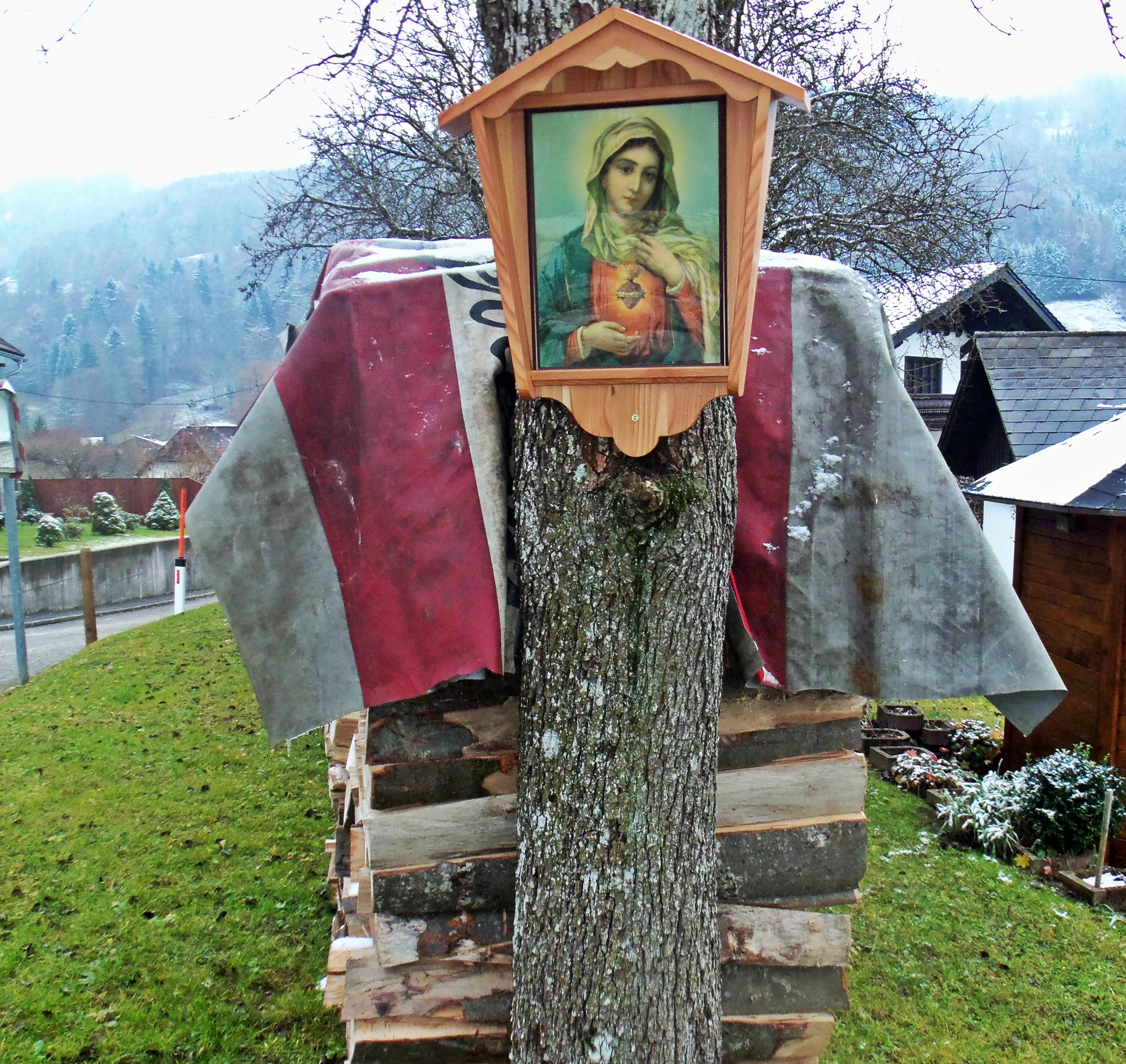
Bildbaum in Neukirchen (Deutschland)
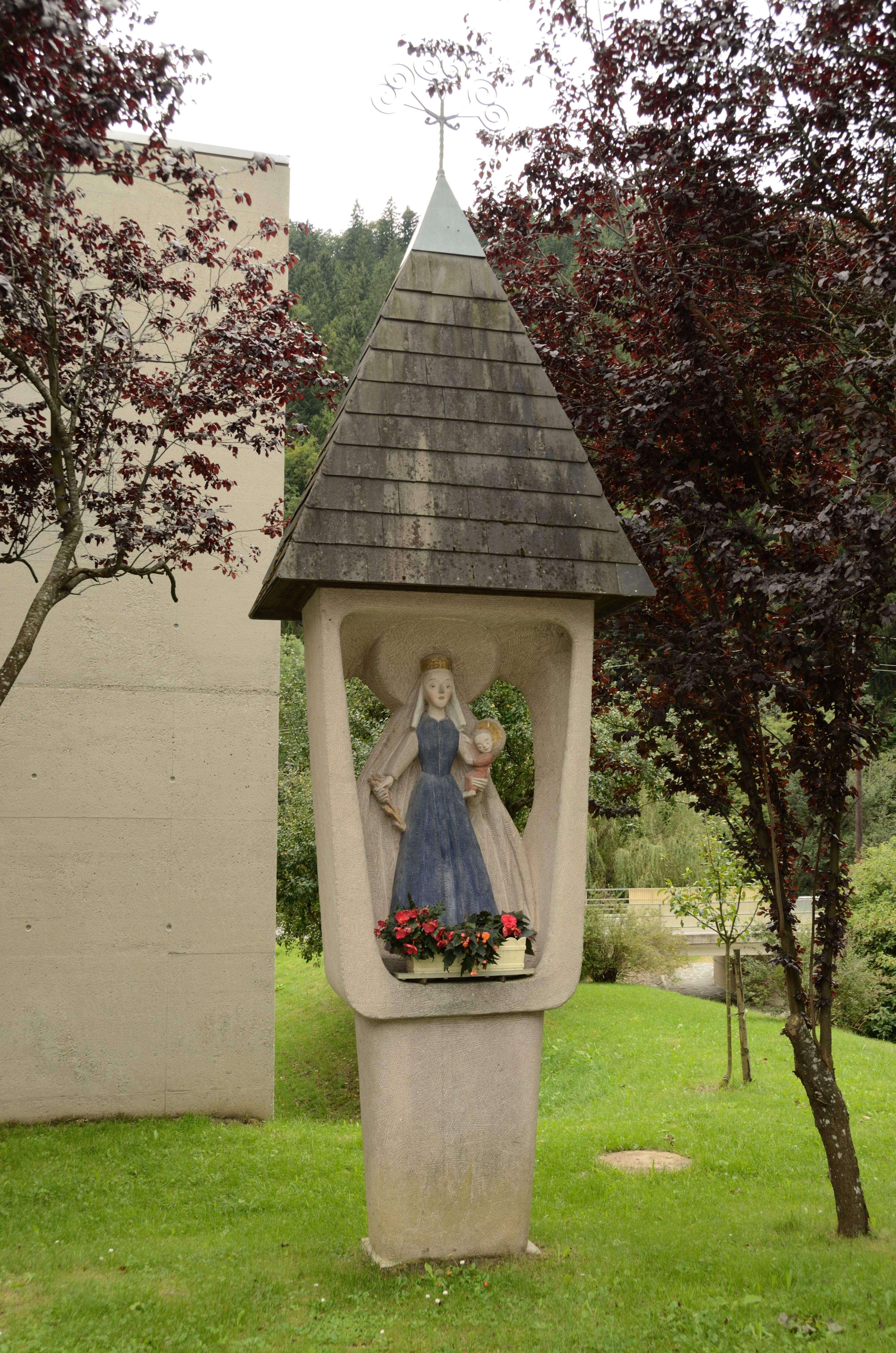
Marienbildstock in Mönichwald, Steiermark, errichtet 1974 (gemäß Rückseite)
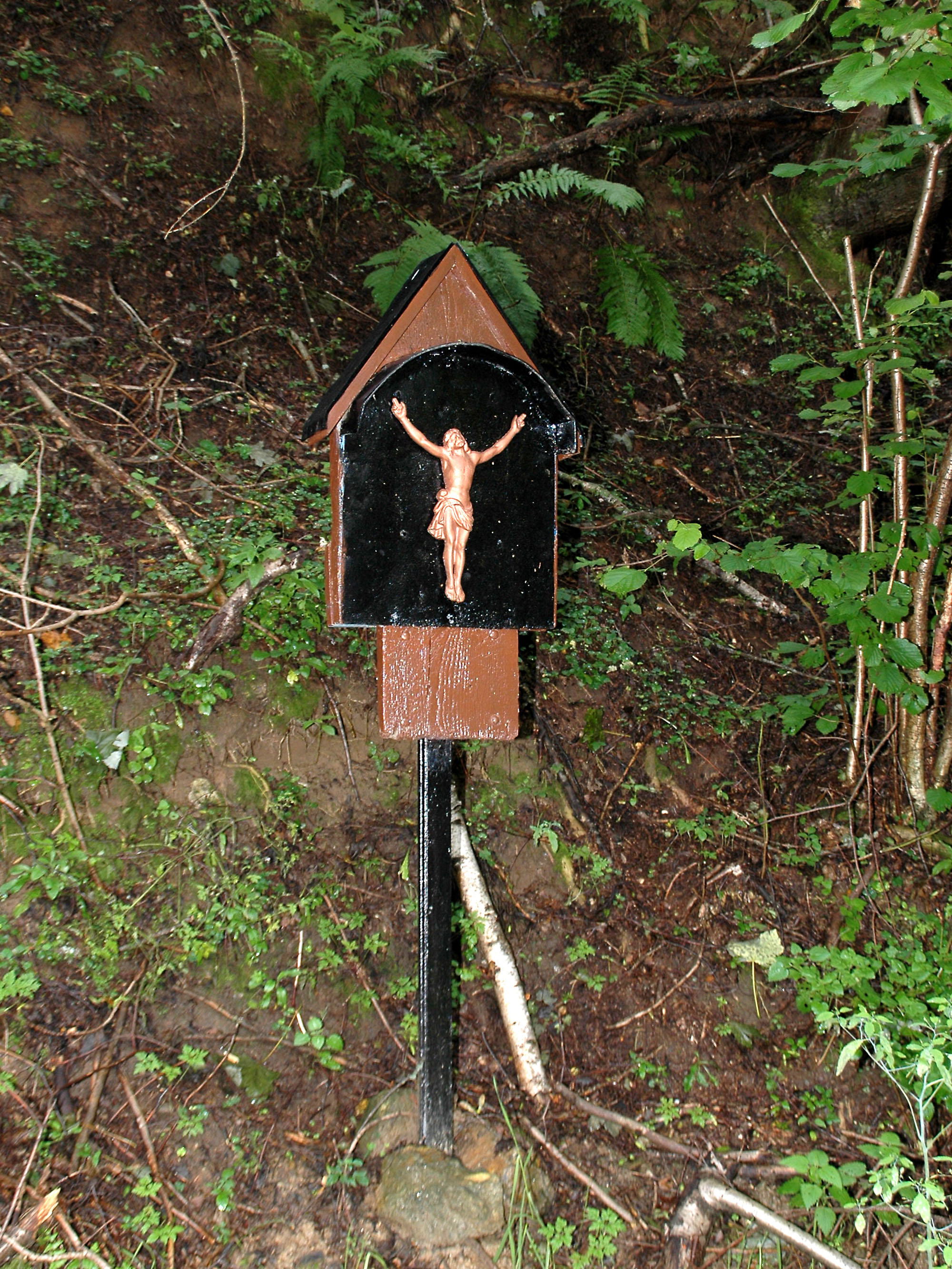
Stangenbild, Region Obdach und Weißkirchen, Österreich
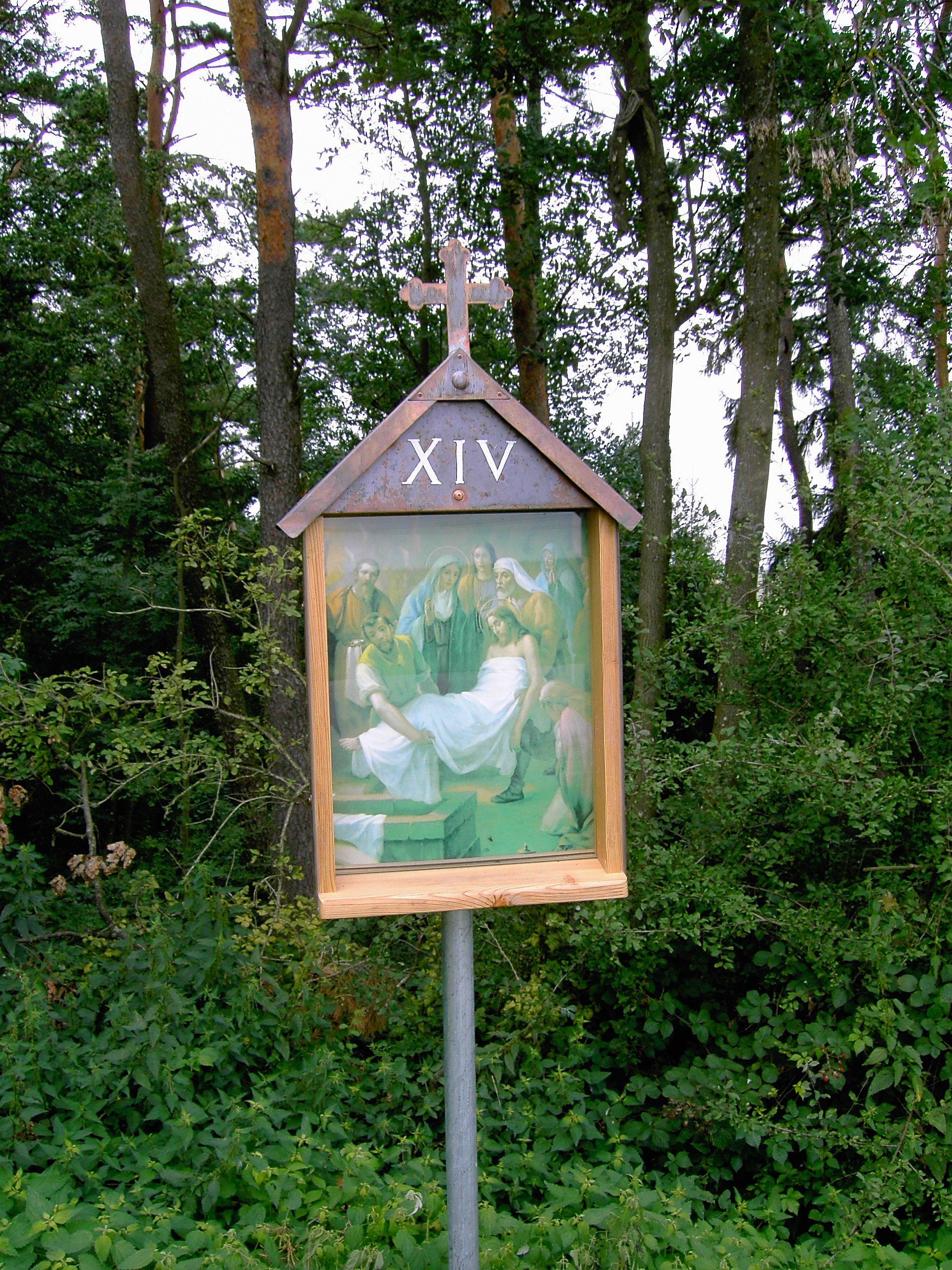
Stangenbild: Kreuzwegstation 14 bei Heimlichleiden, Niederbayern
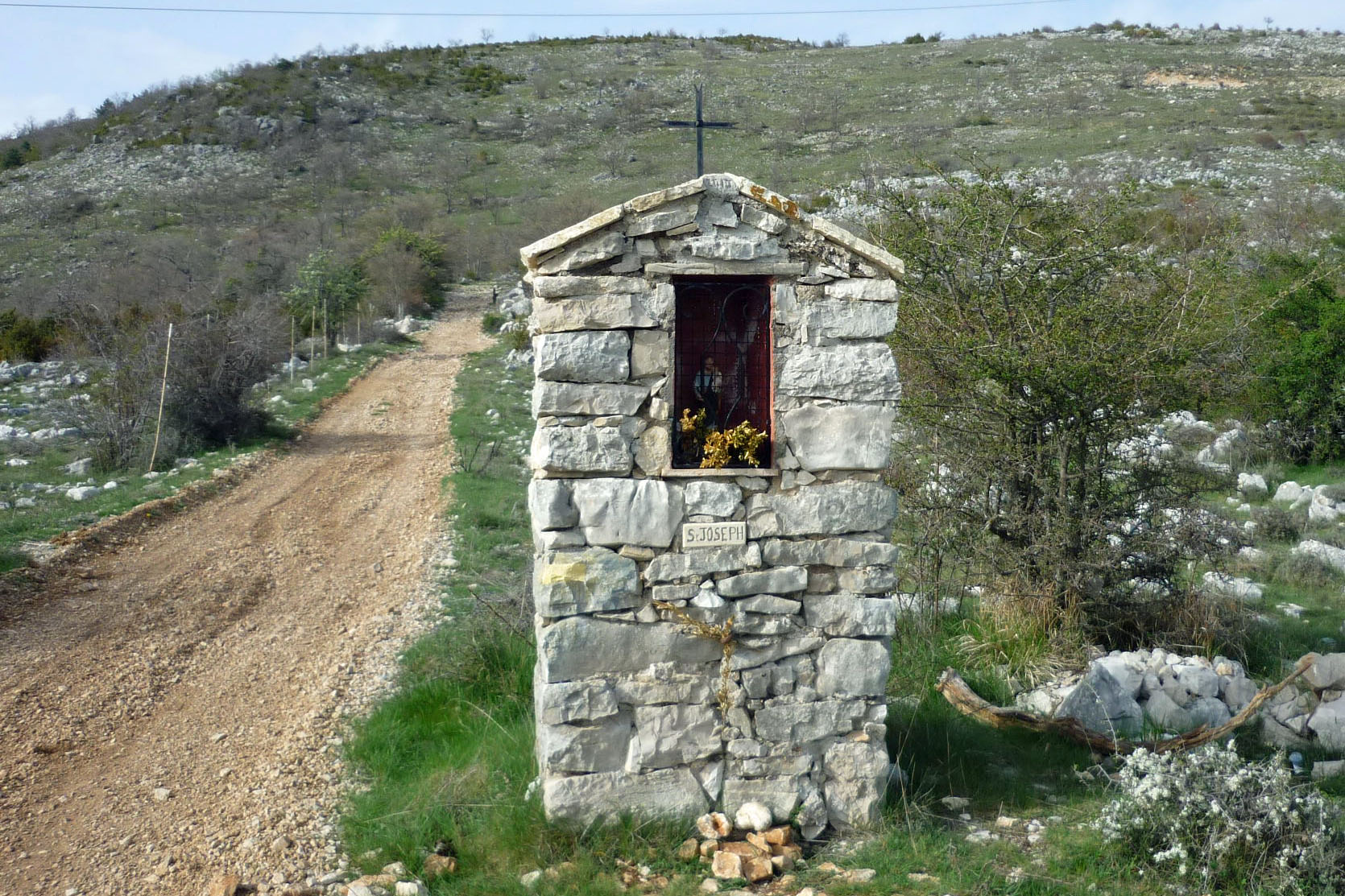
Bruchstein-Mauerpfeiler St. Josef im Ortsteil Saint-Barnabé
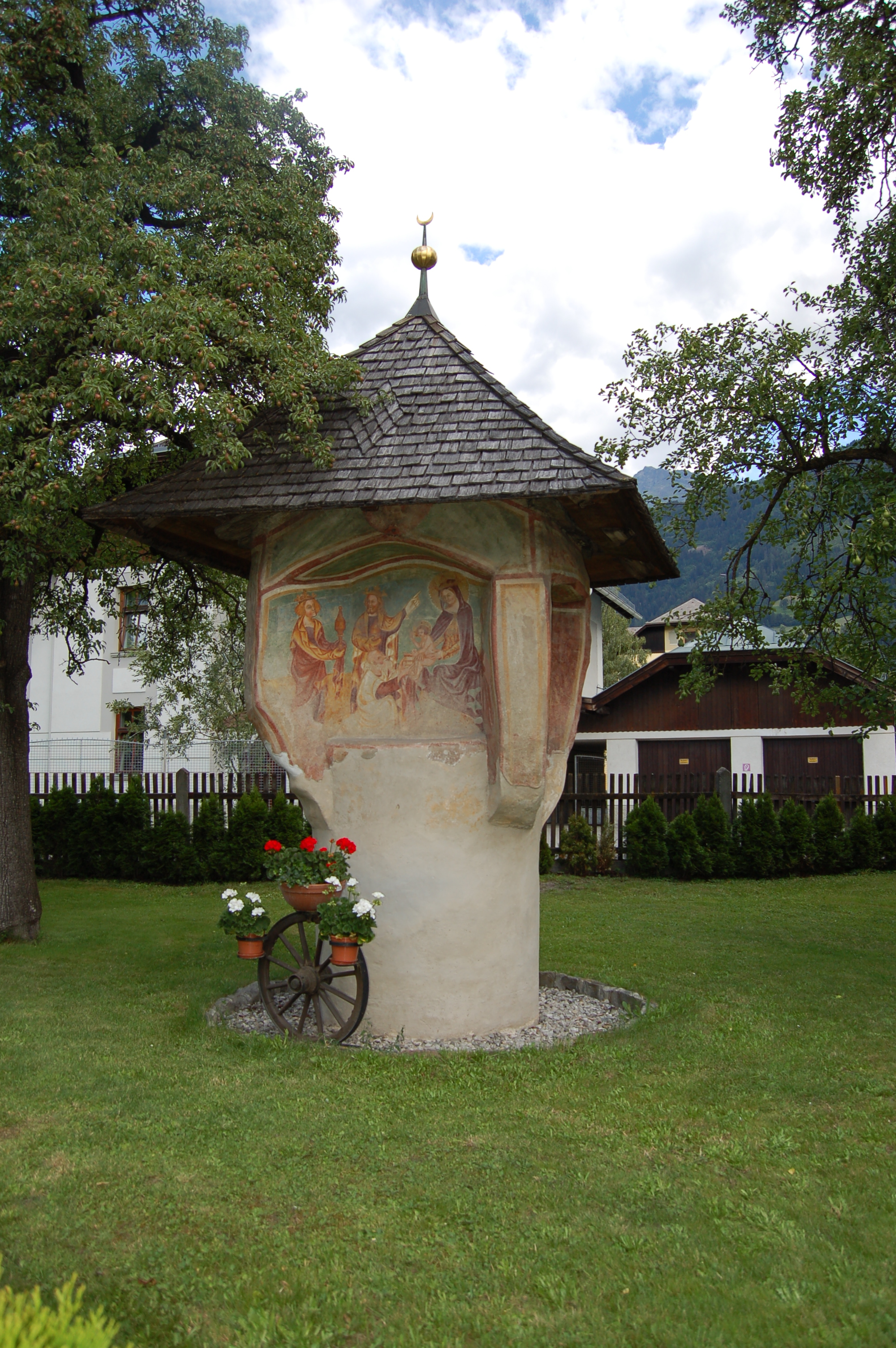
Wangen- oder auch Blockpfeiler in Kärntnerstraße 39 in Lienz, Österreich (Anno 1400)
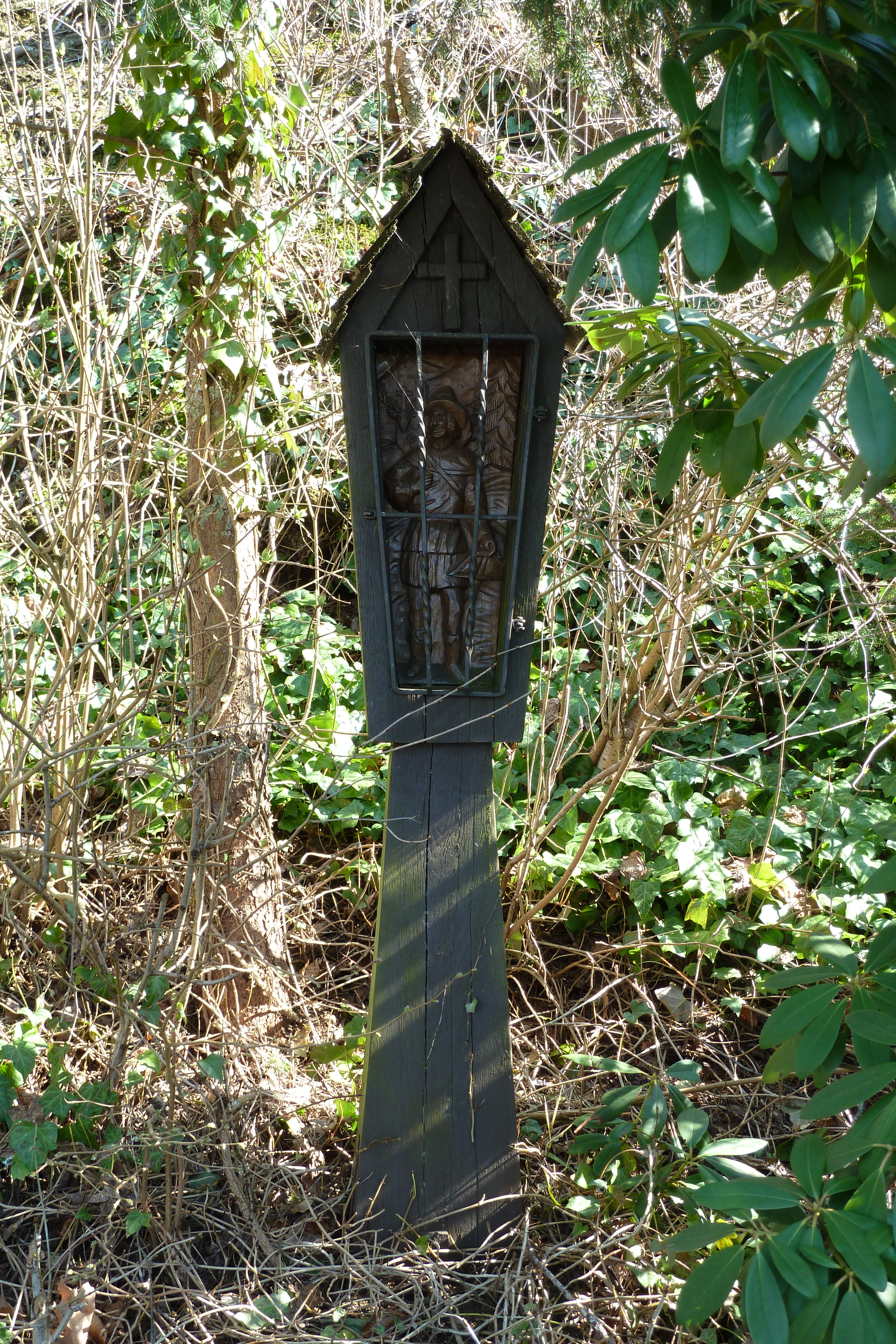
Holzbildstock im Wallburgweg in Warstein-Sichtigvor
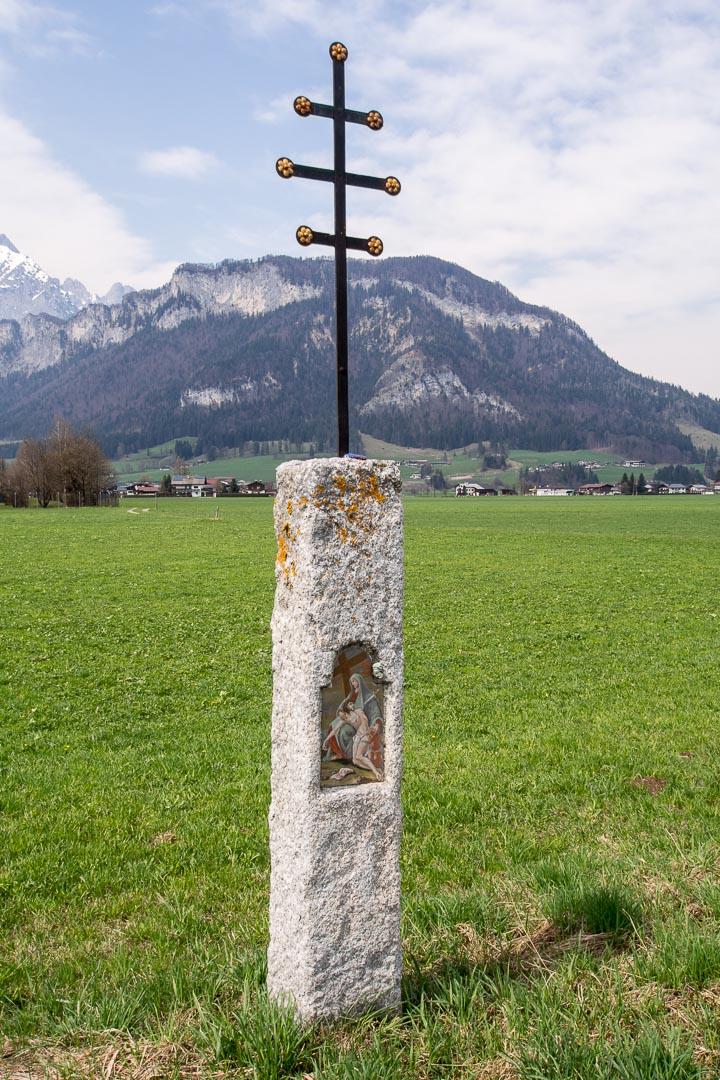
Nischenblockpfeiler in St. Johann in Tirol
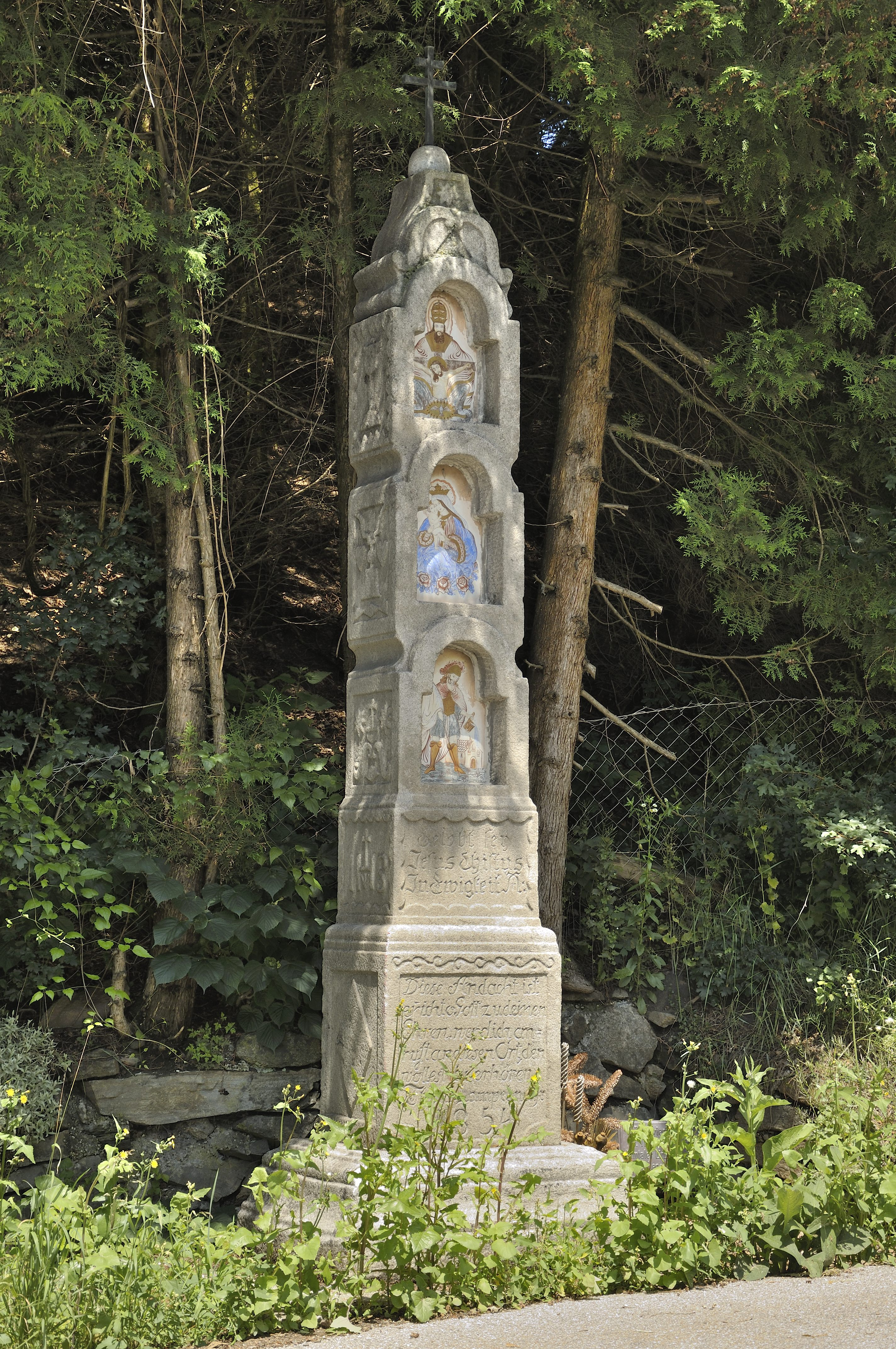
Etagenbildstock in Gallneukirchner Straße, Linz, St. Magdalena
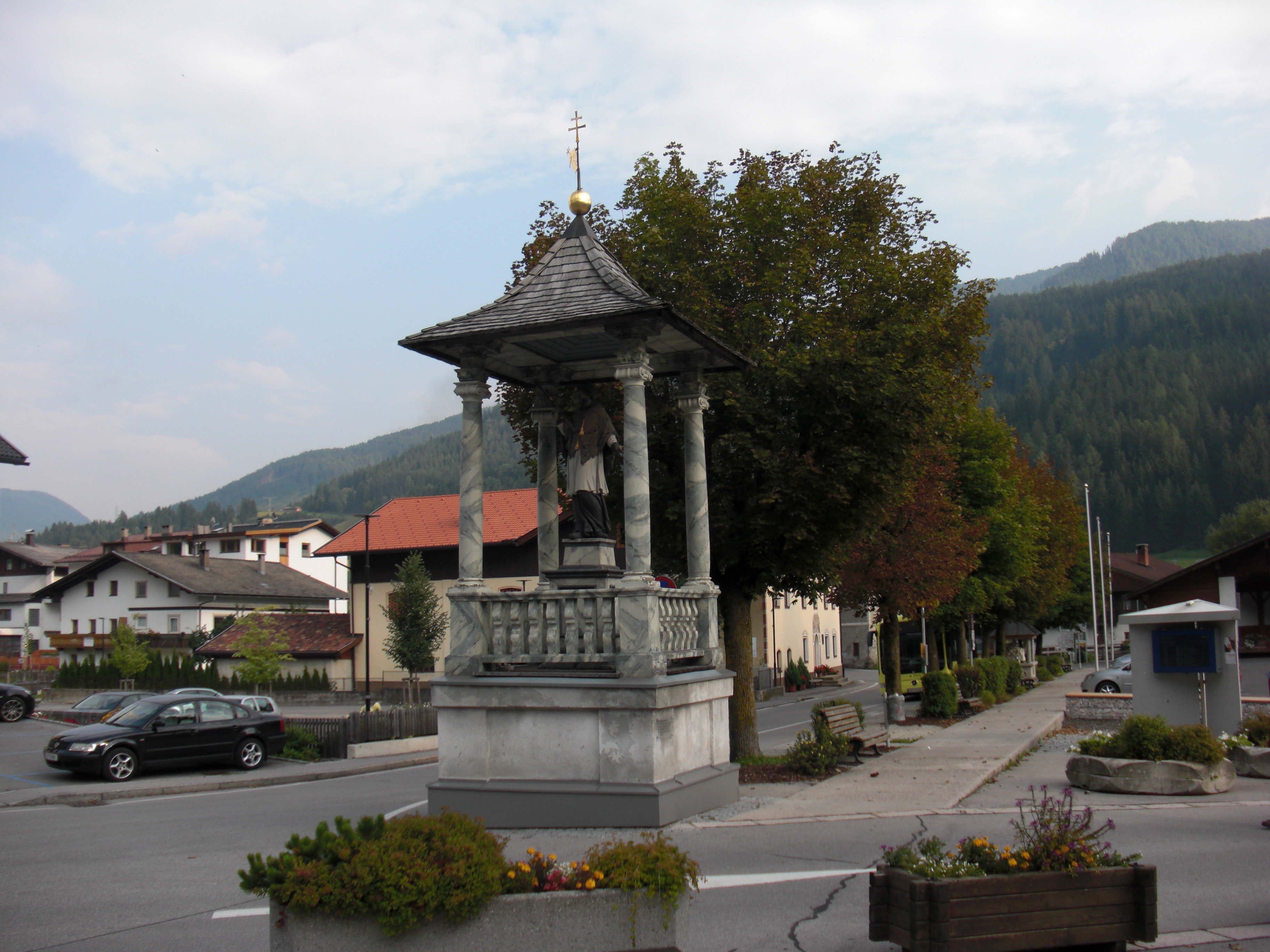
Figuraler Tabernakel Bildstock für den hl. Johannes Nepomuk auf dem Hauptplatz von Sillian in Osttirol (Österreich).
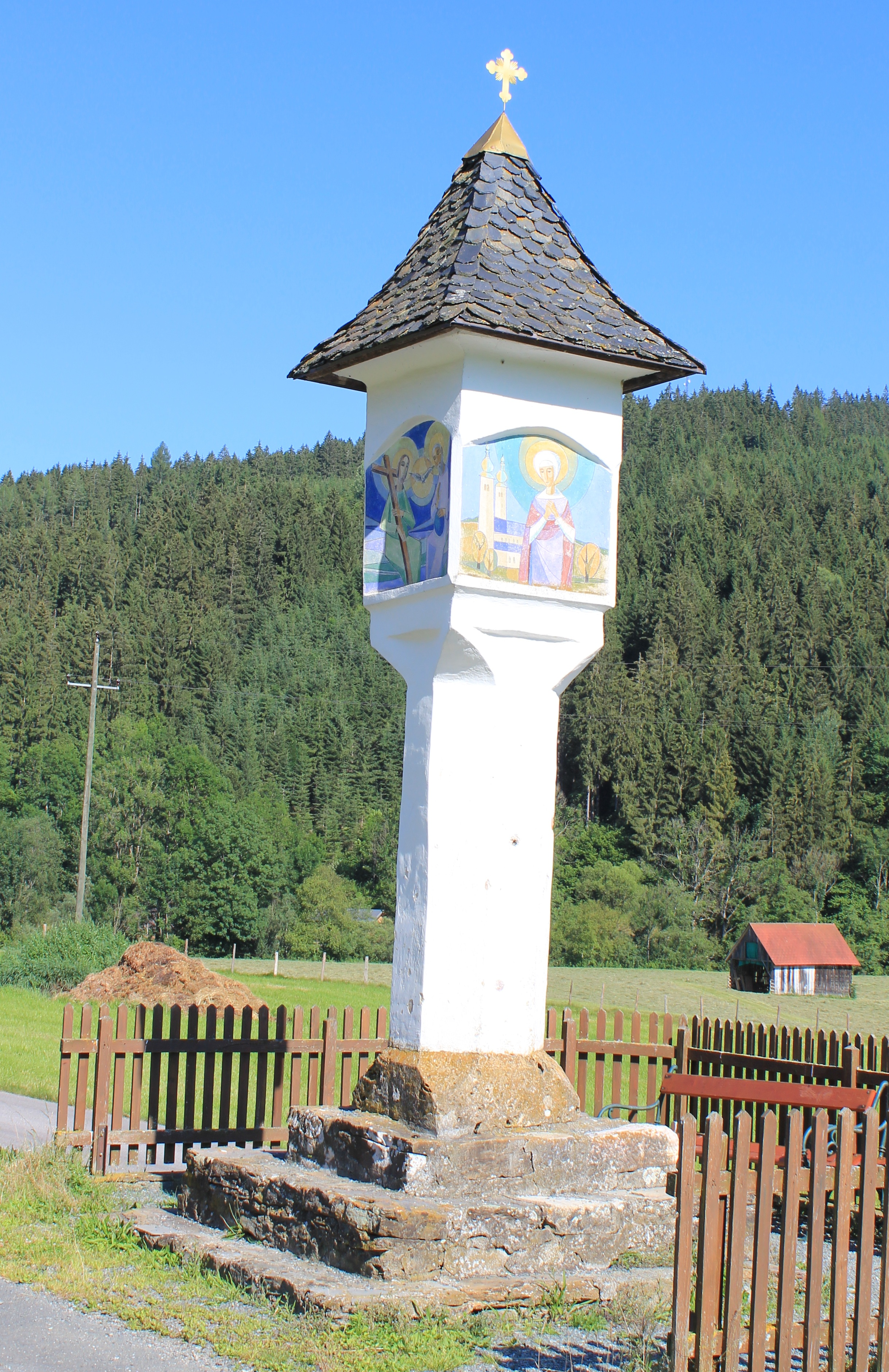
Nischenpfeiler in Gurk, Österreich
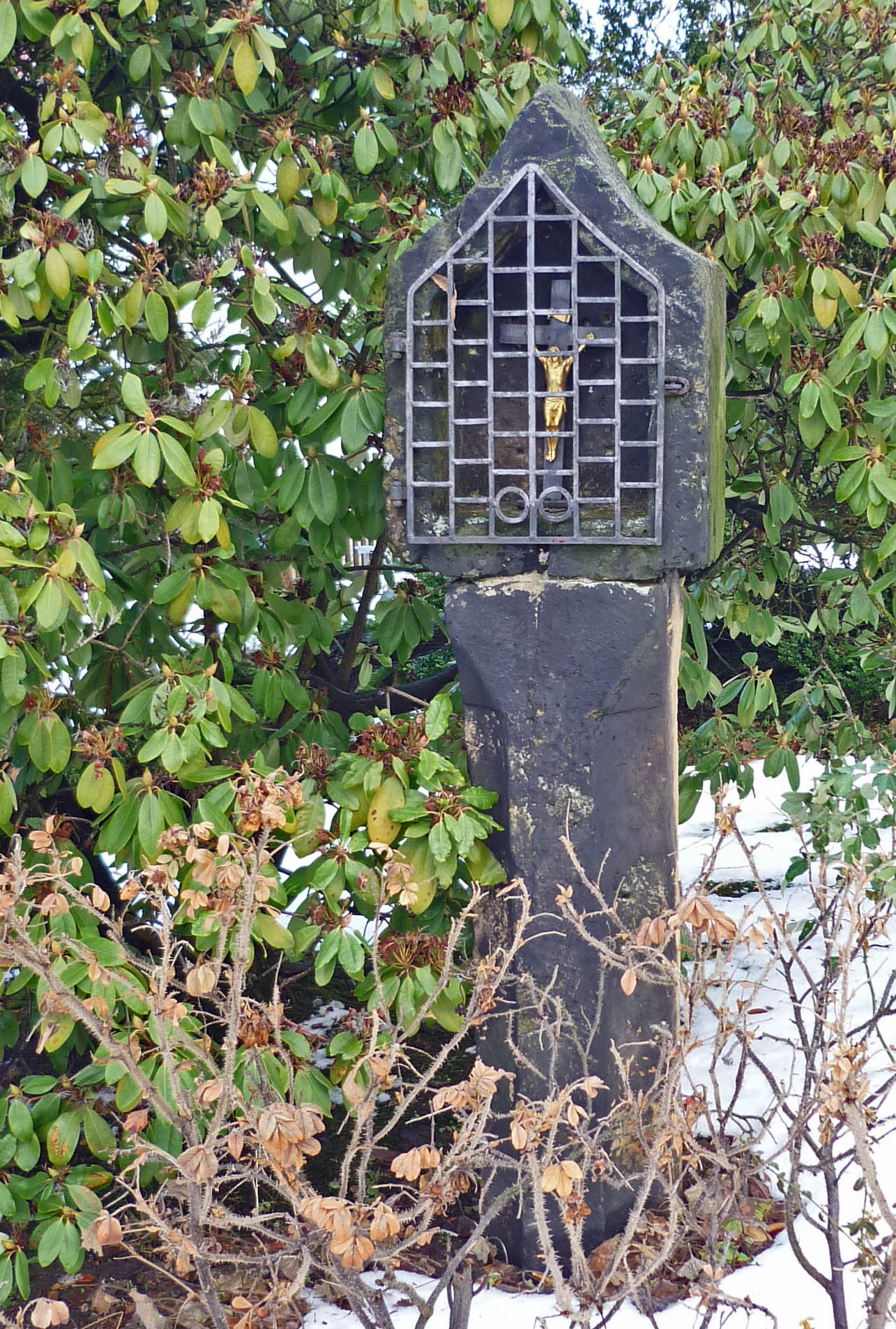
Kastensäule in Bannewitz am Kirchplatz, Deutschland
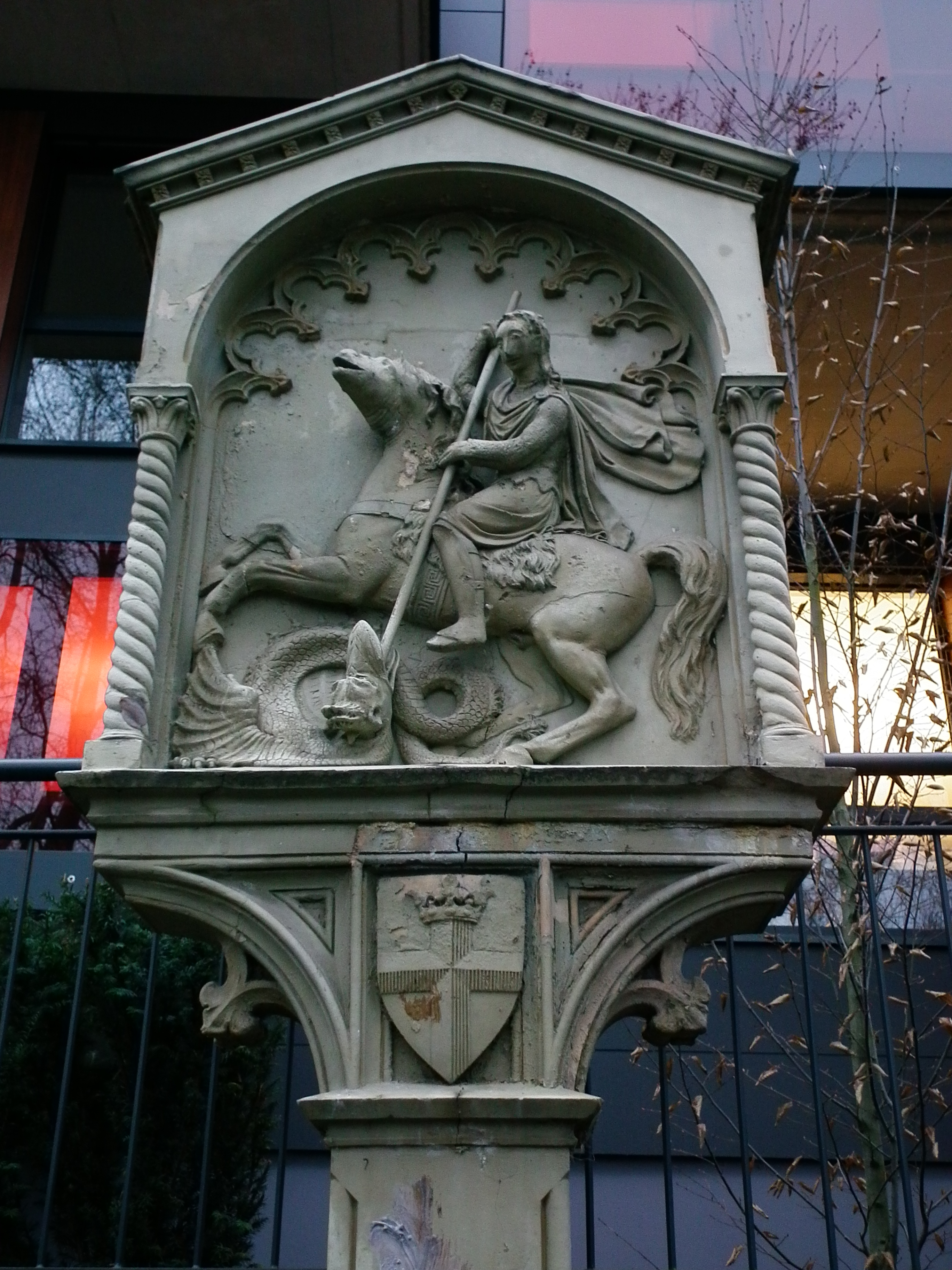
St.-Georg-Bildstock in den Rheinanlagen von Koblenz, Rheinland-Pfalz
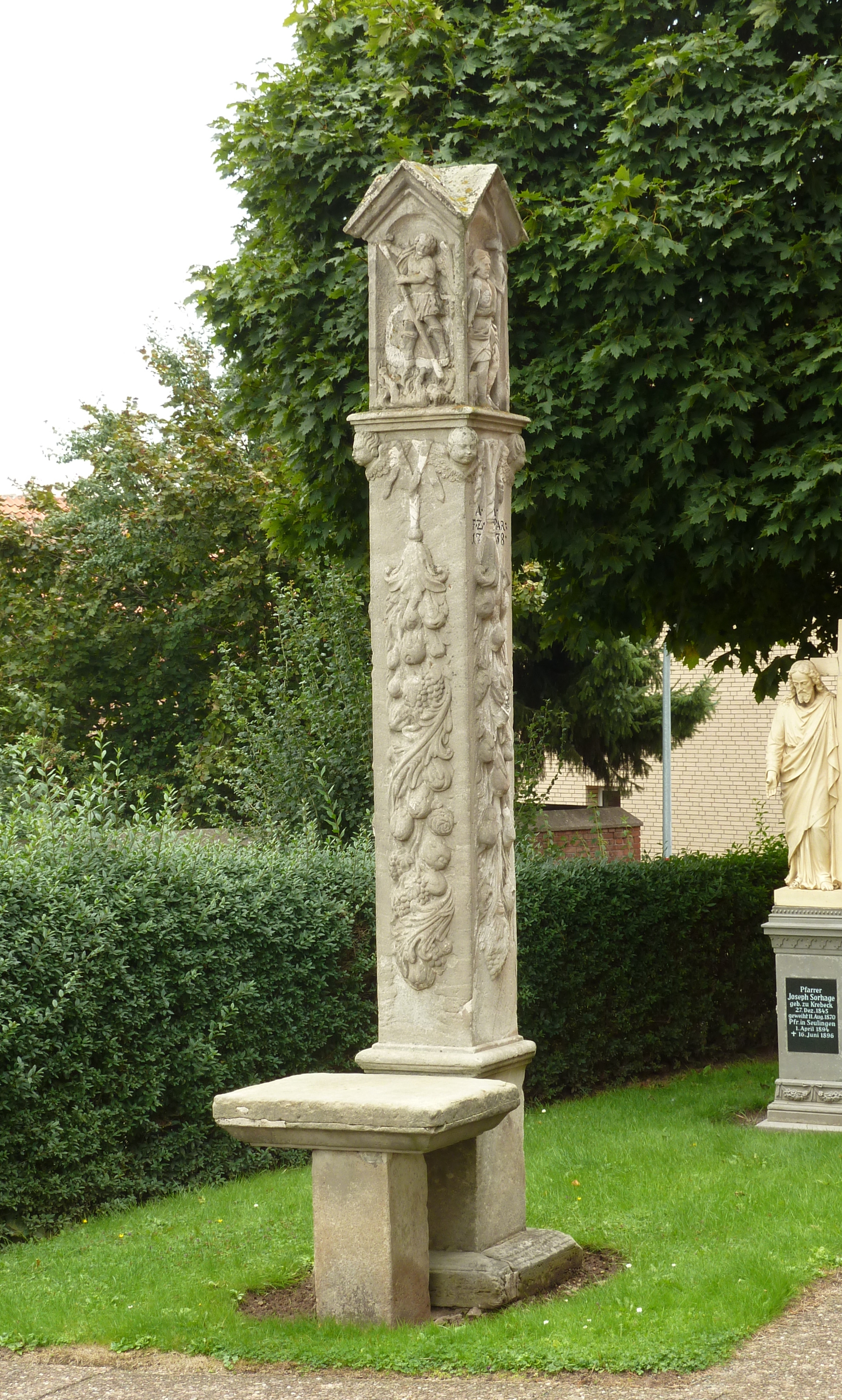
Säulenbildstock von 1738 neben der katholischen Pfarrkirche St. Johannes Baptist in Seulingen, Untereichsfeld
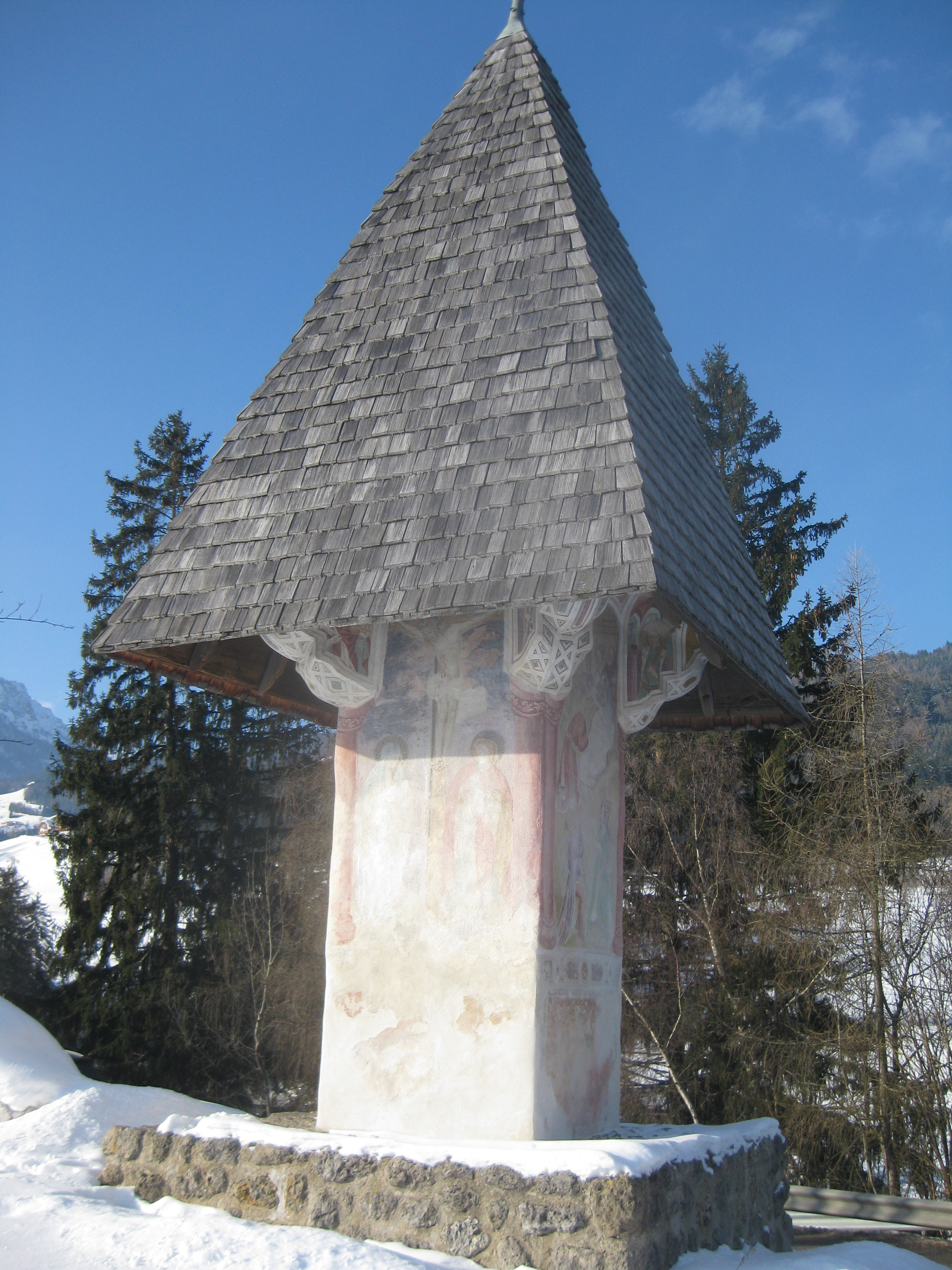
Das „Spitzige Stöckl“ in Olang, Südtirol
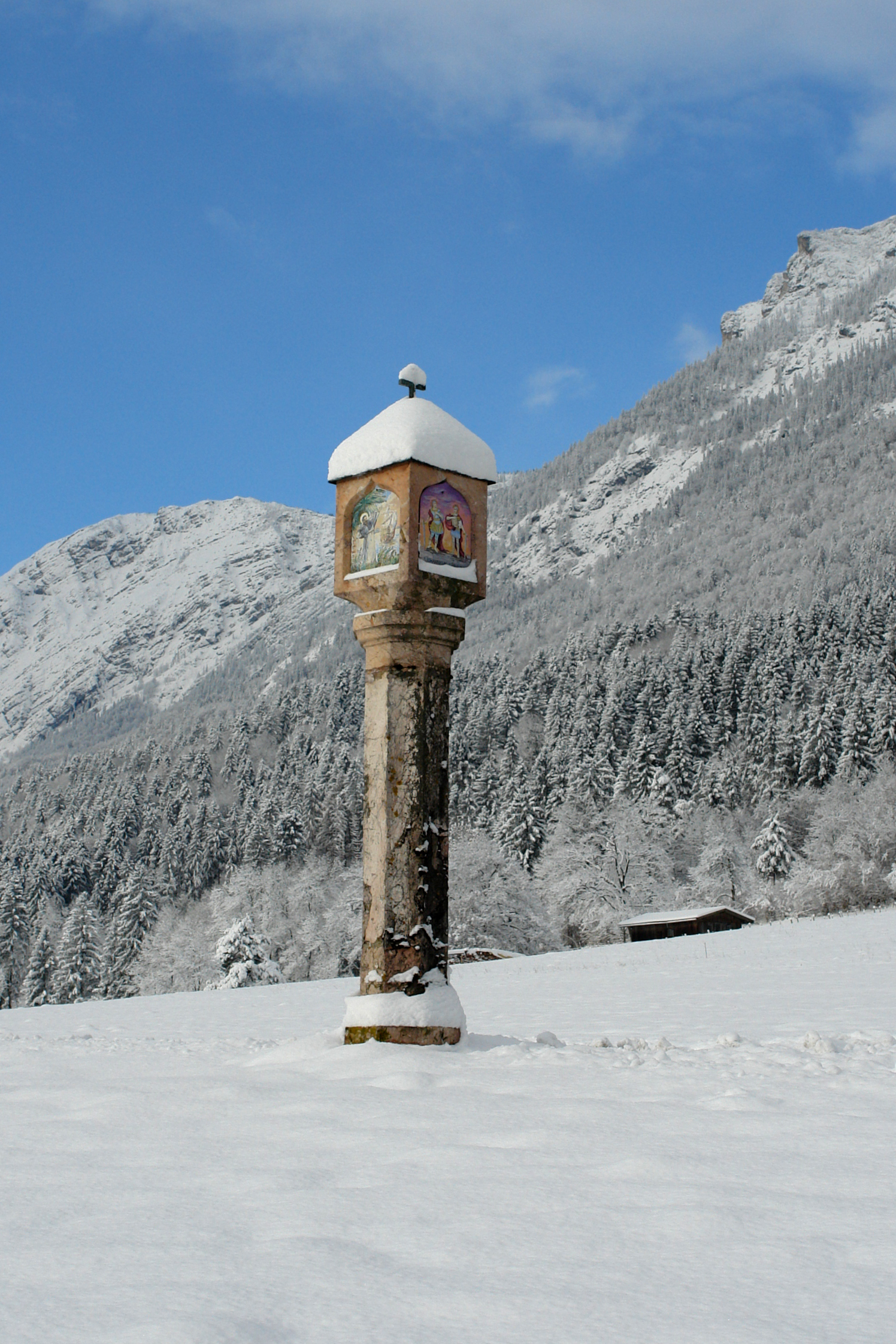
Pestbildstock Langkampfen, Tirol
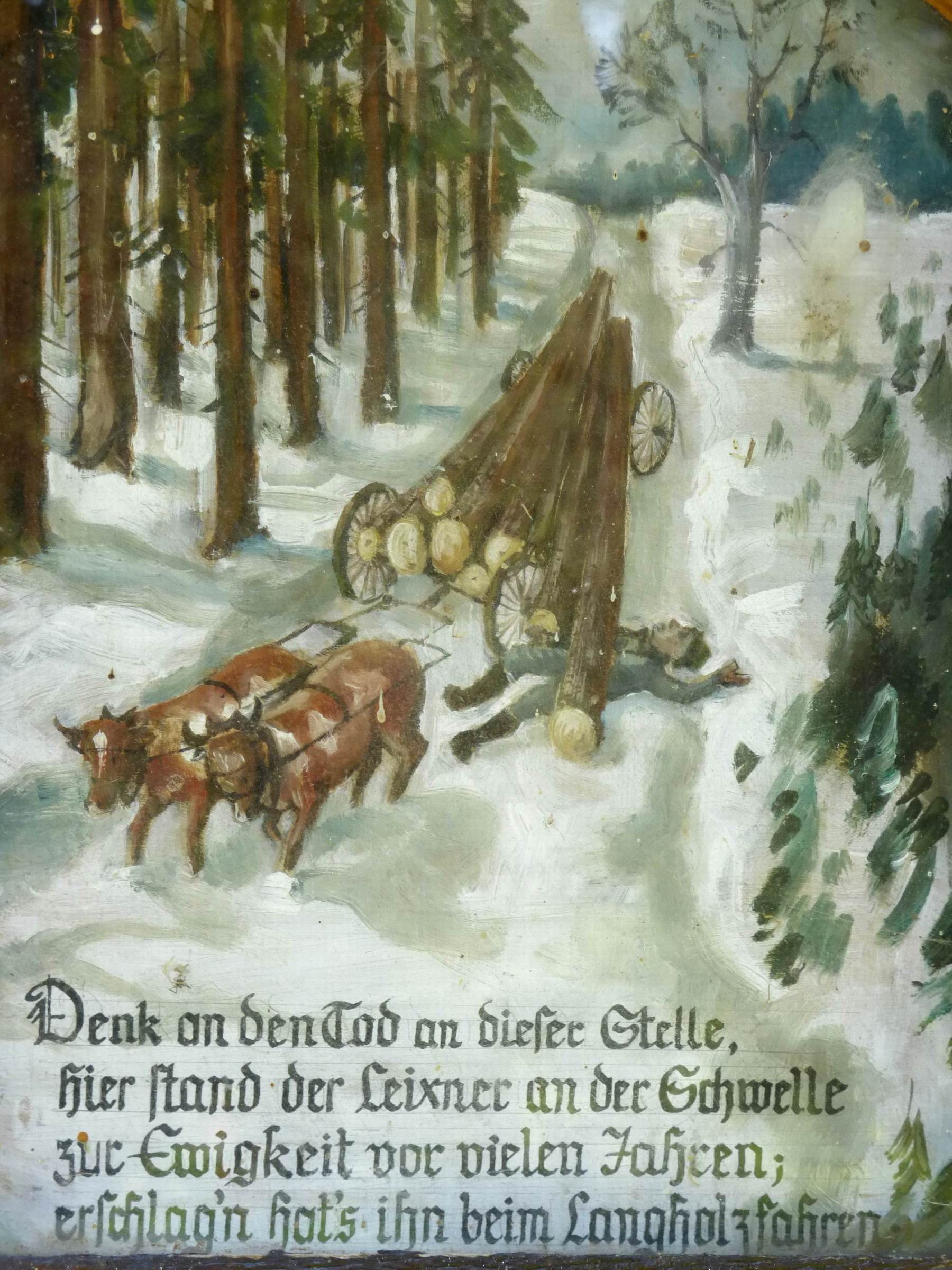
Bild und Gedicht auf dem „Leixnertaferl“ bei Neustadt an der Donau in Niederbayern
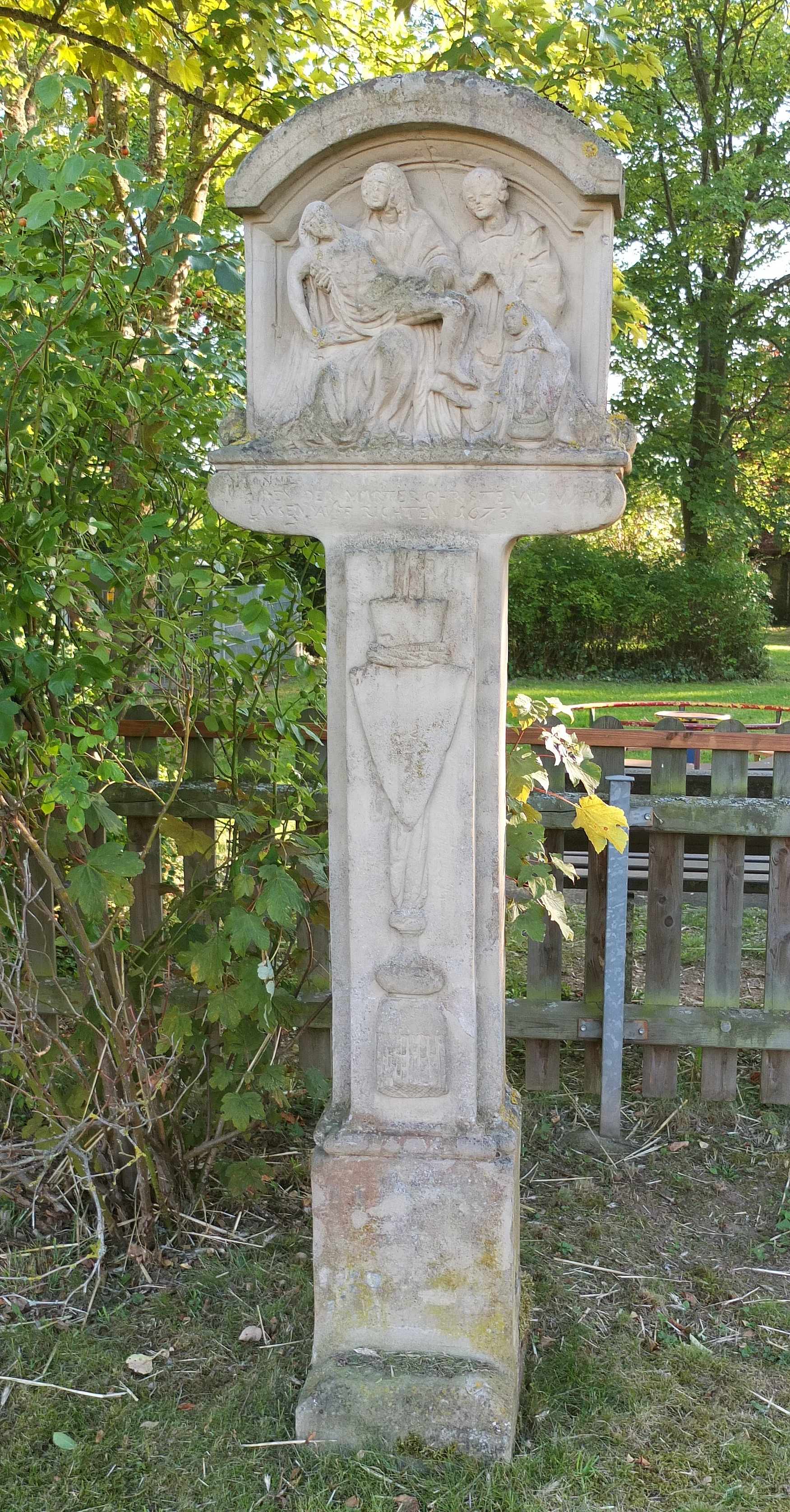
Bildstock in Trier, Rheinland-Pfalz, 1673
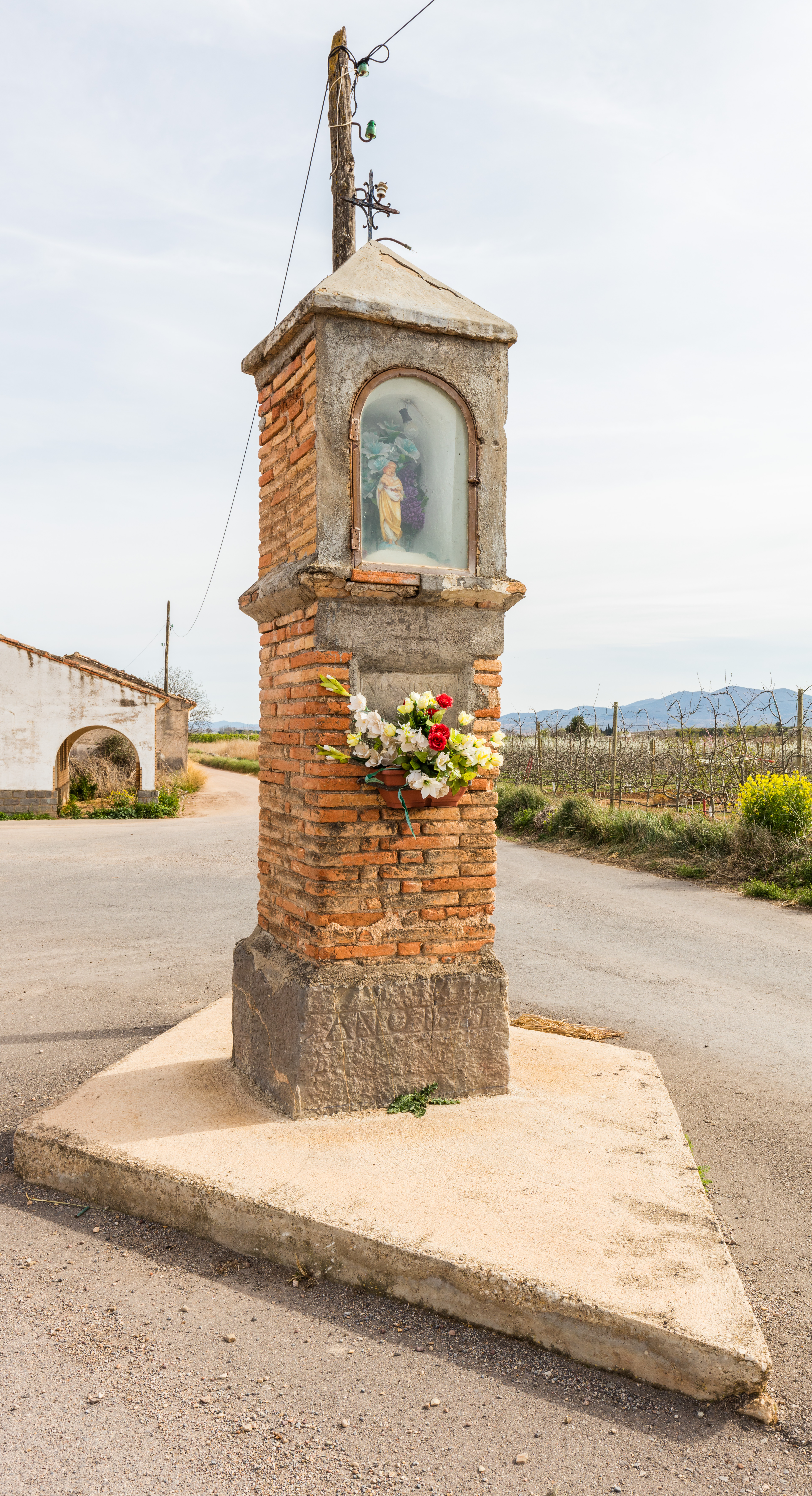
Bildstock (peirón) in Calatorao, Aragonien
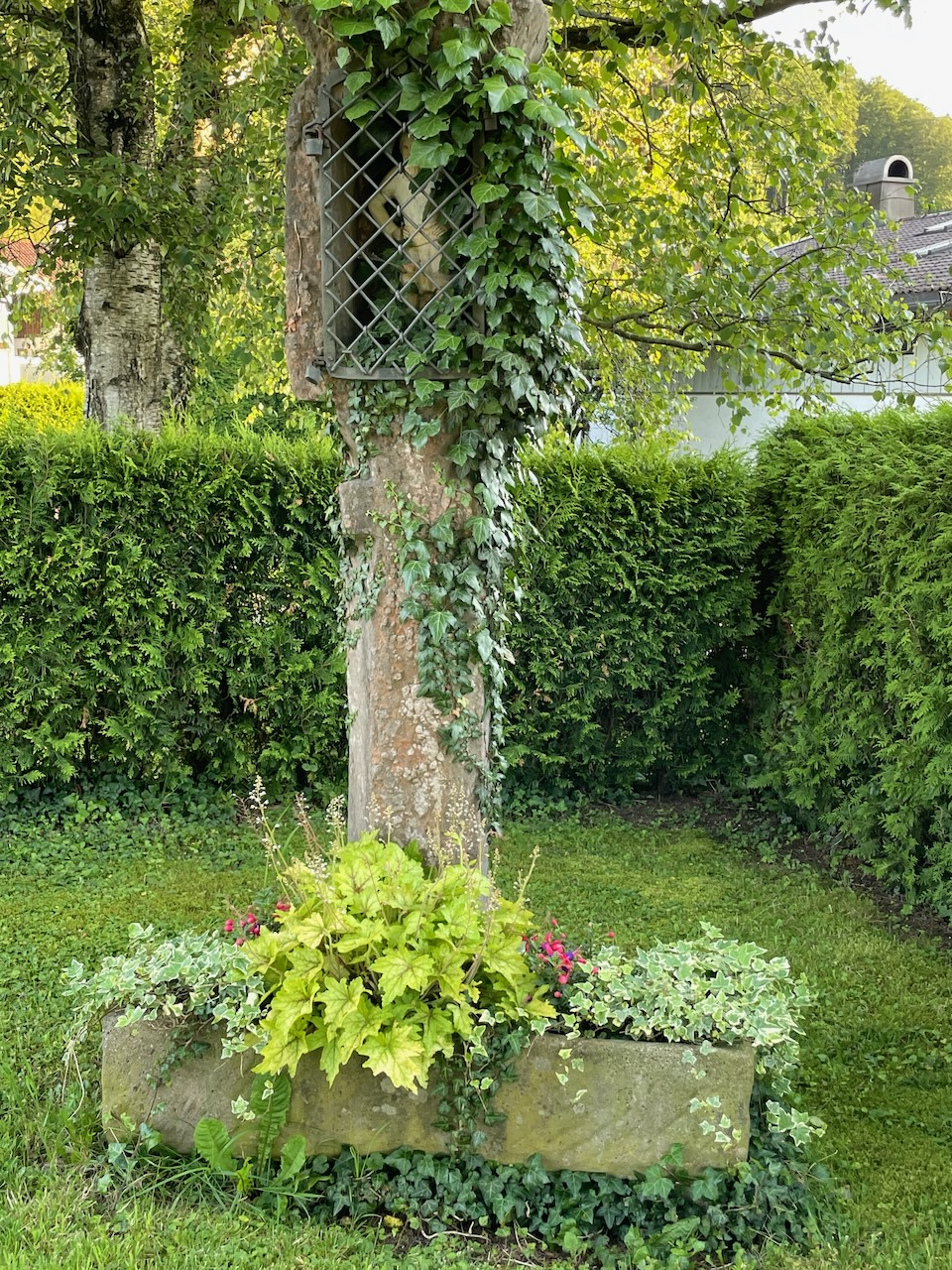
Pestsäule in Vachendorf, Chiemgau, Oberbayern

### Nach dem Leitfaden zur Klein- und Flurdenkmaldatenbank

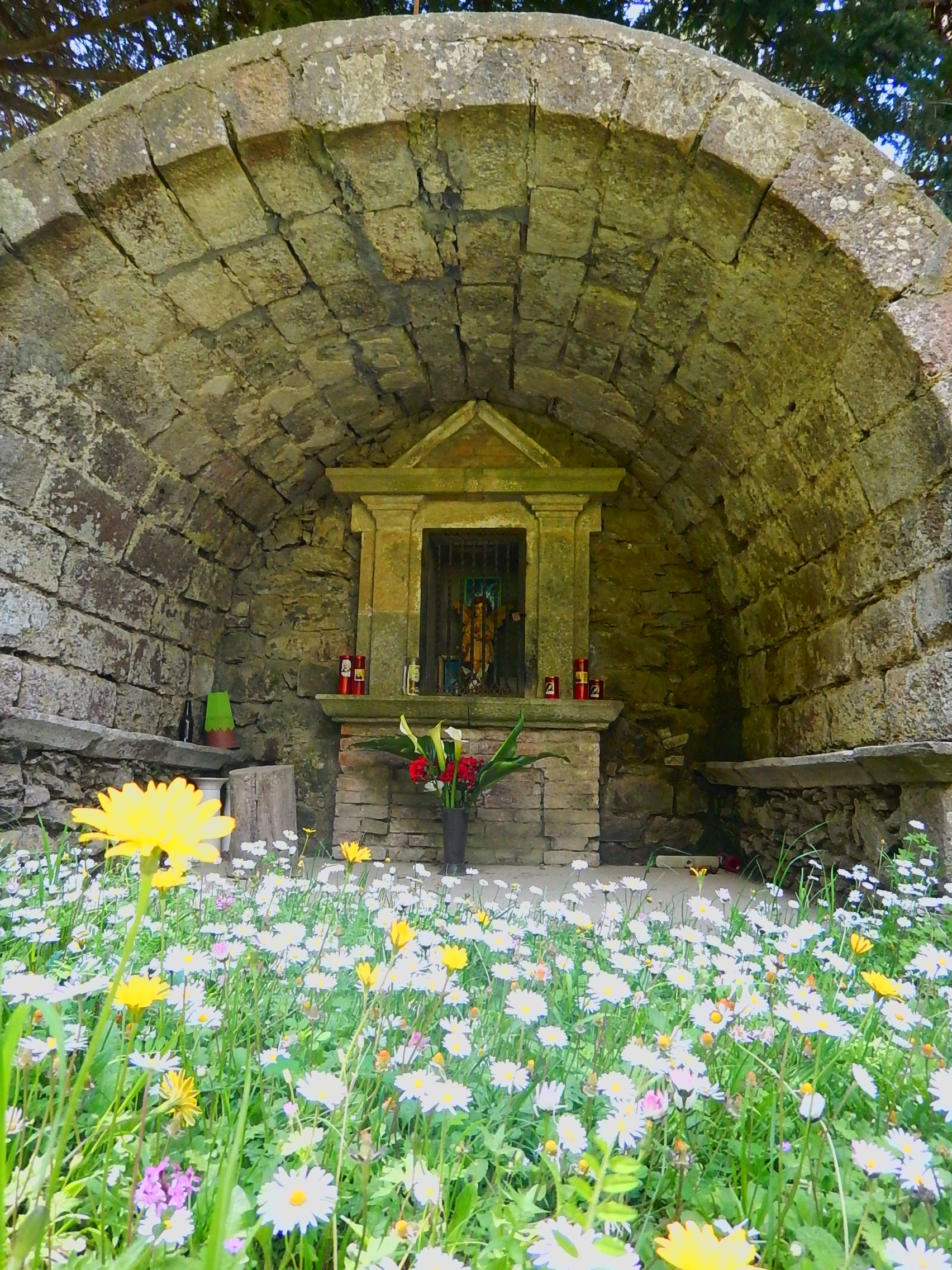
Schutzengelbildstock in einem Holz von Fondachelli-Fantina, Sizilien

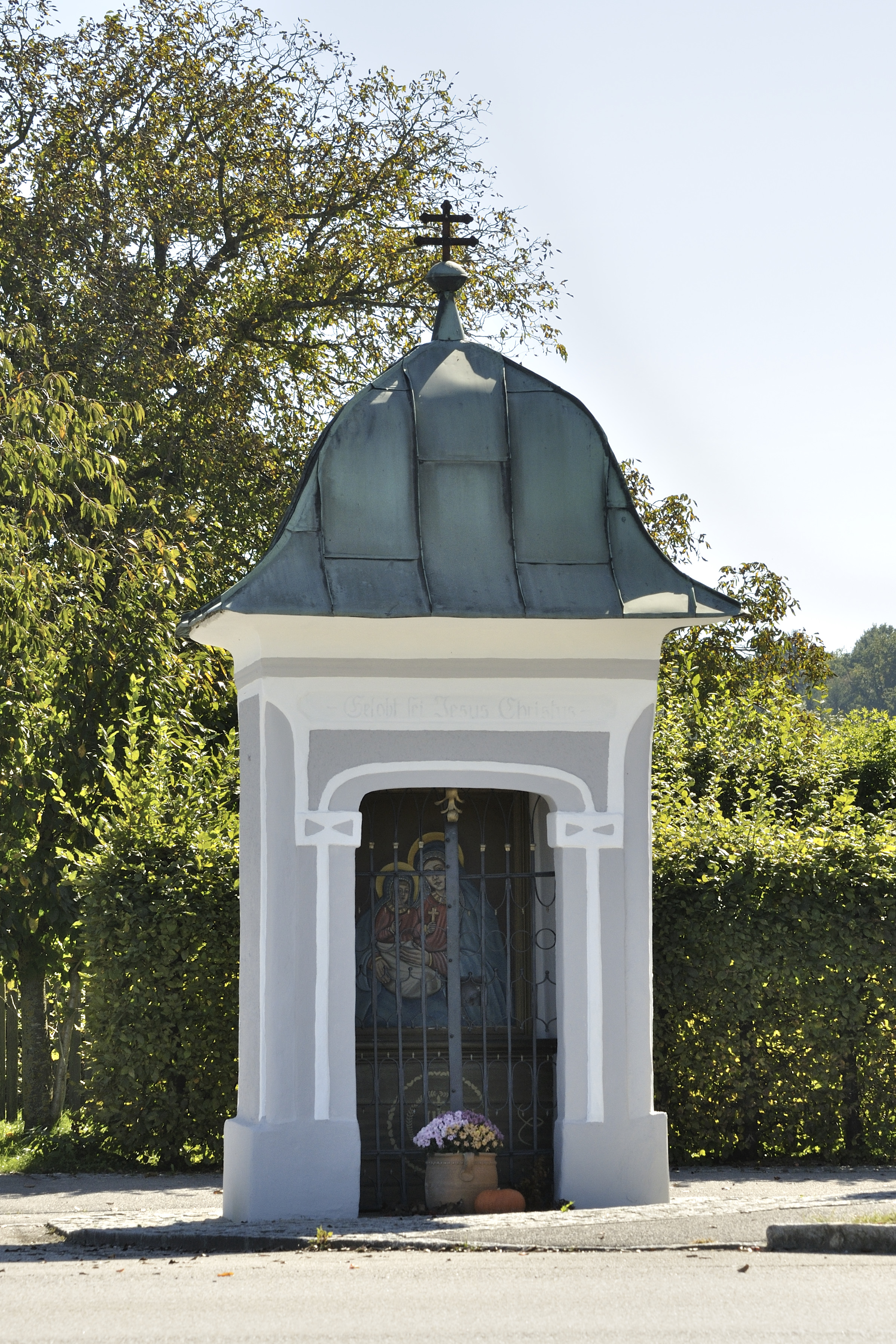
Rohr im Kremstal: Kapellenbildstock, klassisch ohne Stufe

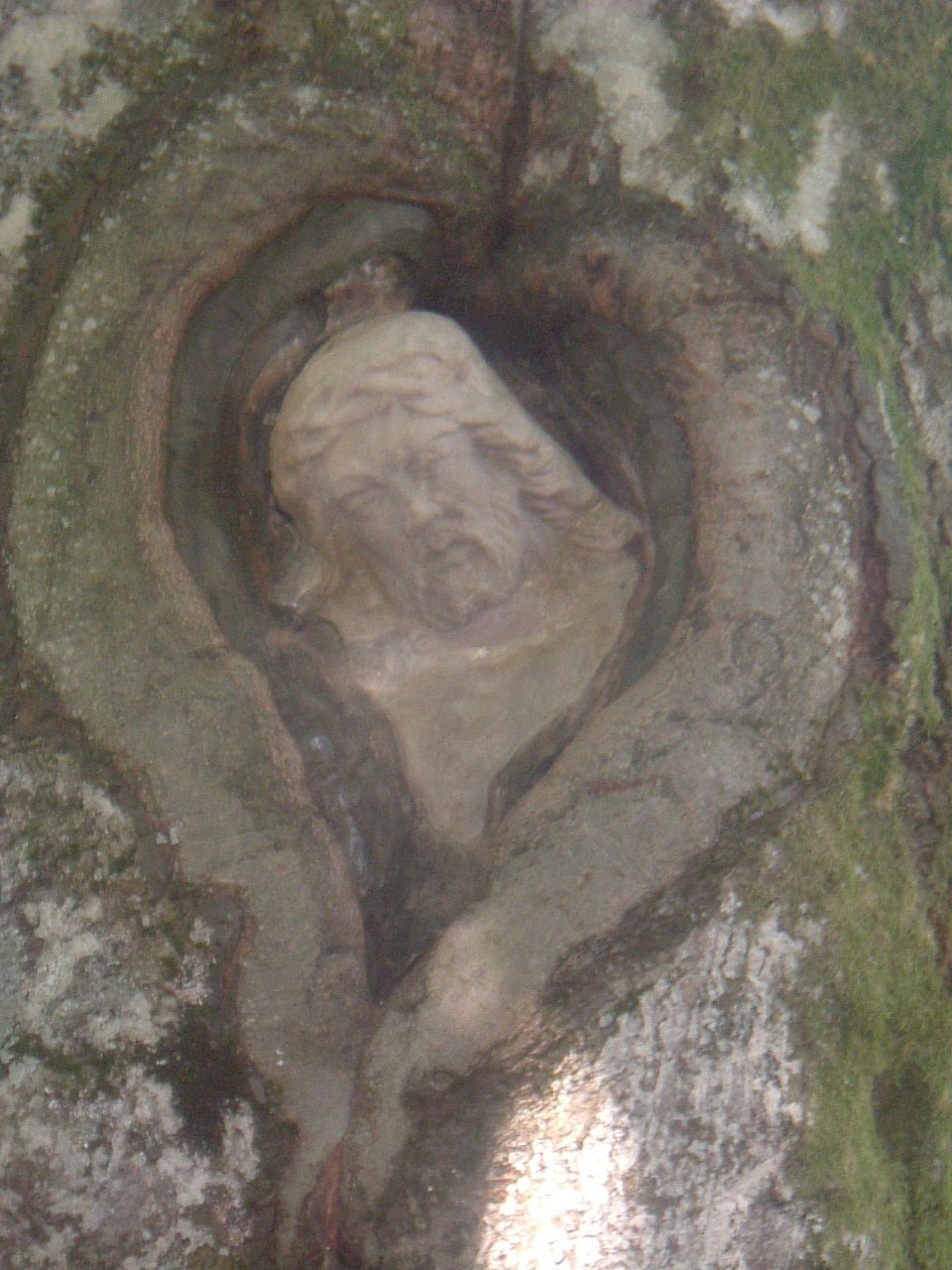
Bildbaum Balzer Herrgott im Mittleren Schwarzwald

#### Kategorien von Bildstöcken
Der Leitfaden zur Klein- und Flurdenkmaldatenbank für Niederösterreich und Salzburg übernahm einige der Ansätze Hulas von 1970 und gliederte die Kategorie Bildstöcke folgendermaßen:
- Pfeiler- und Säulenbildstöcke werden nach ihrer Funktion in Licht- und Bildstöcke unterteilt. Sie können in verschiedenen Bauformen auftreten, als Tabernakelsäule und -pfeiler, Nischen- und Reliefblockpfeiler, Laubenpfeiler, Blocksäule und -pfeiler, Relieftafelsäule, Kastensäule, Nischenblocksäule, Bildsäule und andere. Der Leitfaden enthält hierzu Beispielskizzen auf zwei Seiten.[10]
- Breitpfeiler sind gemauert und haben in der Regel einen rechteckigen Grundriss und ein giebelförmiges Dach.
- Kapellenbildstöcke, auch als Heiligenhäuschen bezeichnet, sind den Breitpfeilern ähnlich, besitzen jedoch keine Stufe und können zum Zweck des Schmückens von einer Person betreten werden. Im Gegensatz zur Kapelle sind sie jedoch nicht zum allgemeinen Betreten und für Andachten vorgesehen.
- Bildbäume sind ihrer Basis nach natürlichen Ursprungs und tragen ein oder mehrere Bilder mit religiösen Motiven.
- Exemplare der Unterkategorie Felsnischen enthalten ebenfalls Bilder und Inschriften an Felsen oder in Felsnischen.
- Stangenbilder sind schlanke Holzstangen, an denen ein Bild(-kasten) angebracht ist.

#### Marterl und Marter
Getrennt von der Kategorie der Bildstöcke wird in diesem Leitfaden die Kategorie Marterl, die Säulen, Kreuze und seltener Tafeln auf Bäumen oder Felsen erfasst, auf denen Unglücke beschrieben oder dargestellt sind und die den Betrachter häufig um ein Gebet ersuchen. Es wird ihnen eine gedankliche Verbindung zum Sühnekreuz zugesprochen. Der Leitfaden empfiehlt jedoch, keine Objekte in diese Kategorie aufzunehmen, denen nur durch Überlieferungen eine solche Bedeutung zuerkannt wird. Sie seien nach ihrer äußeren Form zu kategorisieren.
Der Begriff Marterl oder Marter wird häufig verallgemeinernd für Bildstöcke und andere Flurdenkmäler benutzt. Die österreichische/süddeutsche Bezeichnung leitet sich vom Wort Marter/Märtyrer (altgriechisch μάρτυς mártys „Zeuge“, „Blutzeuge“) ab.
Marterl bzw. Martern sind seit dem 15. Jahrhundert bekannt, wurden jedoch während der Aufklärung verboten. Seit dem späten 19. Jahrhundert werden Marterln aufgestellt, um zum Beispiel an Verkehrsunfälle zu erinnern.

### Schöpflöffel

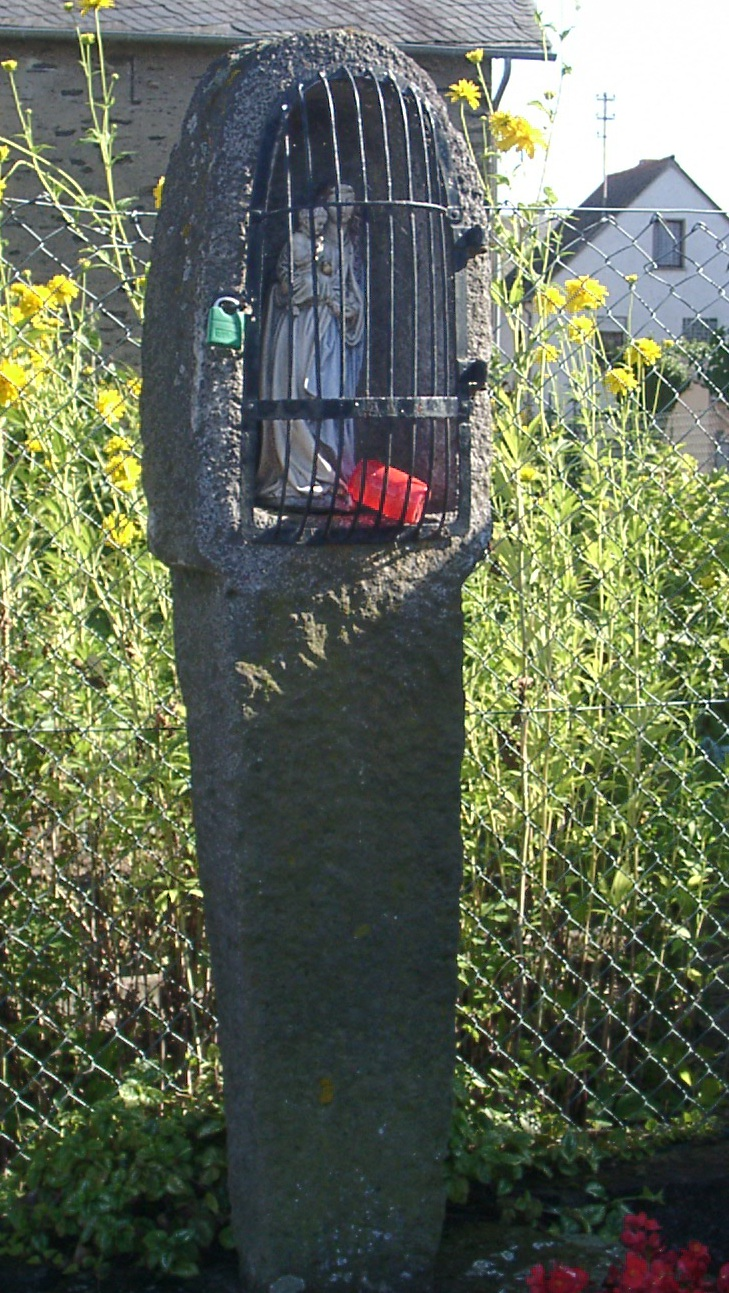
Schöpflöffel in Einig, Rheinland-Pfalz

Als Schöpflöffel bezeichnet man insbesondere in der Eifel Tabernakelbildstöcke, die zu den Basaltkreuzen gehören und zum Abstellen der Monstranz oder der Pyxis mit der geweihten Hostie bei Prozessionen dienten. Bildstöcke im engeren Sinne sind sie nicht, weil die Nische normalerweise leer war und allenfalls in neuerer Zeit, als die ursprüngliche Verwendung vergessen war, Figuren hineingestellt wurden.
Diese Kleindenkmale stammen zum Teil aus dem späten Mittelalter, überwiegend aber aus der frühen Neuzeit. In Thüringen gibt es bei Arnstadt einen über zwei Meter hohen mittelalterlichen Bildstock mit zwei Nischen, der nach einer, allerdings erst bei Ludwig Bechstein fassbaren Sage einem Riesen als Esslöffel diente (Riesenlöffel).

## Verbreitung
In Deutschland sind diese religiösen Kleindenkmäler hauptsächlich in Franken, in den katholischen Landesteilen von Baden, Schwaben, in den Alpenländern und den katholischen Gebieten des historischen Eichsfeldes, im Raum Fulda (mit der Rhön), des Münsterlandes, des Rheinlandes sowie der Oberlausitz vorhanden. In Österreich findet man Bildstöcke im Alpenraum und in großer Dichte im Weinviertel, Mühlviertel und Waldviertel.
Ähnliche Kleindenkmäler gibt es auch in Südböhmen und Südmähren sowie in anderen ehemaligen Ländern der Donaumonarchie. Als Zeugnisse deutscher Siedlungsgeschichte im Ofner Bergland bzw. im Pilisgebirge bei Budapest sind zahlreiche Bildstöcke unter anderem in der Gemeinde Sankt Iwan bei Ofen (Pilisszentiván) erhalten geblieben.
Im Süden Österreichs, besonders in Kärnten bzw. in Südkärnten, gibt es viele Bildstöcke, die als Wegweiser dienen. Die Darstellung eines Heiligen zeigt den Weg zu einer diesem Heiligen geweihten Kirche. Sie weisen zudem vielfach auf Aspekte der Kärntner slowenischen Kulturgeschichte sowie auf kulturübergreifende Prozesse im Laufe der Geschichte auf.
Auch in einigen Regionen Spaniens und Portugals sind Bildstöcke (peirónes) verbreitet, z. B. in Aragonien.
- Bildstocklandschaft Franken
- Kärntner Bildstock

## Sonstige Anmerkungen
1. ↑  Marterl, bayrisch und österreichisch für Tafel mit Bild und Inschrift zur Erinnerung an Verunglückte, Pfeiler mit Nische für Kruzifix oder Heiligenbild (Duden online)
— Zur weiteren Differenzierung siehe: K. Gruber: Marterl und Taferl. In: Zeitschrift des Deutschen Alpenvereins / Zeitschrift des Deutschen und (des) Österreichischen Alpenvereins, Jahrgang 1888, (Band XIX), S. 129–136. (online bei ANNO).